# Lista gatunków z rodzaju begonia

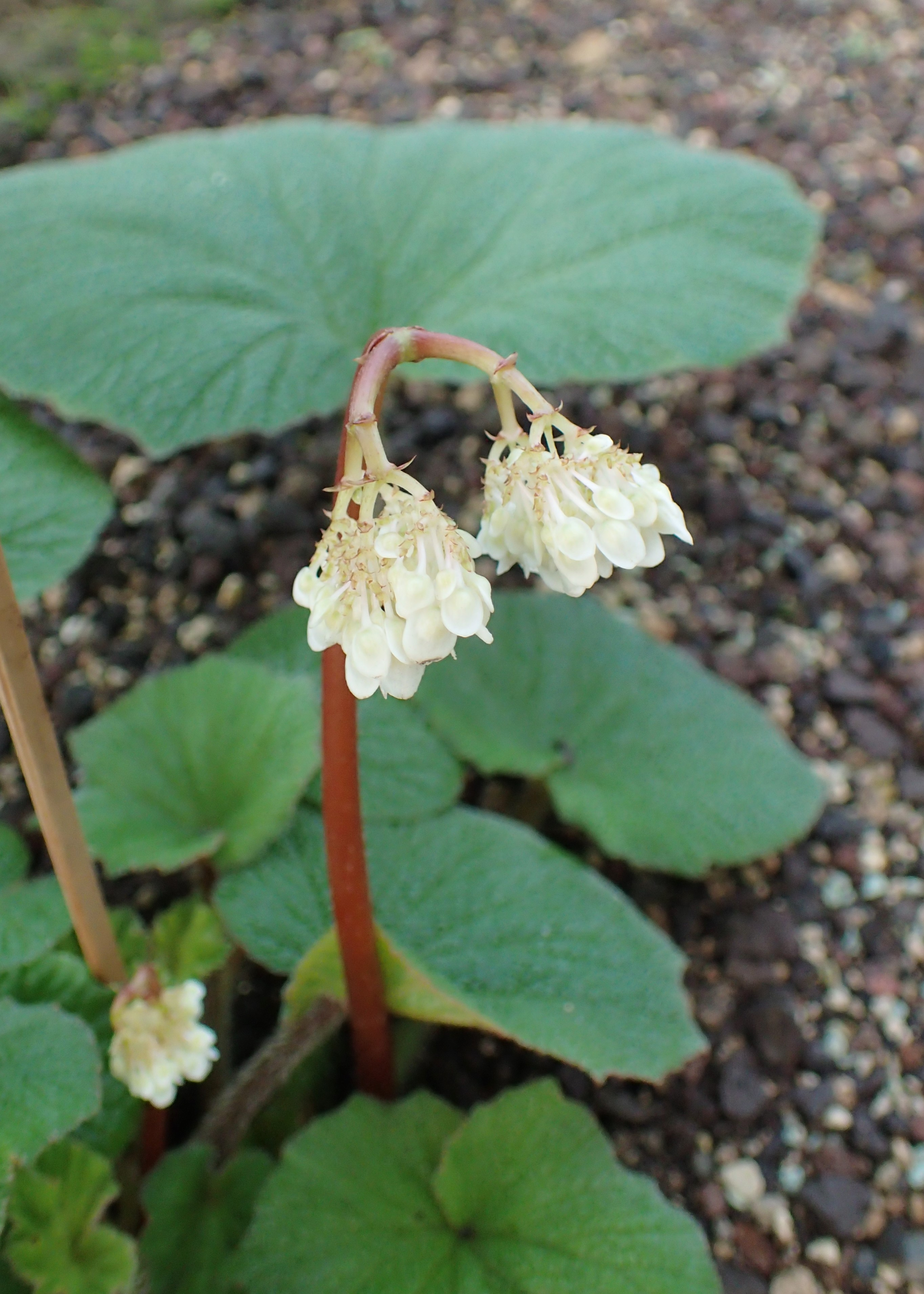
Begonia acida

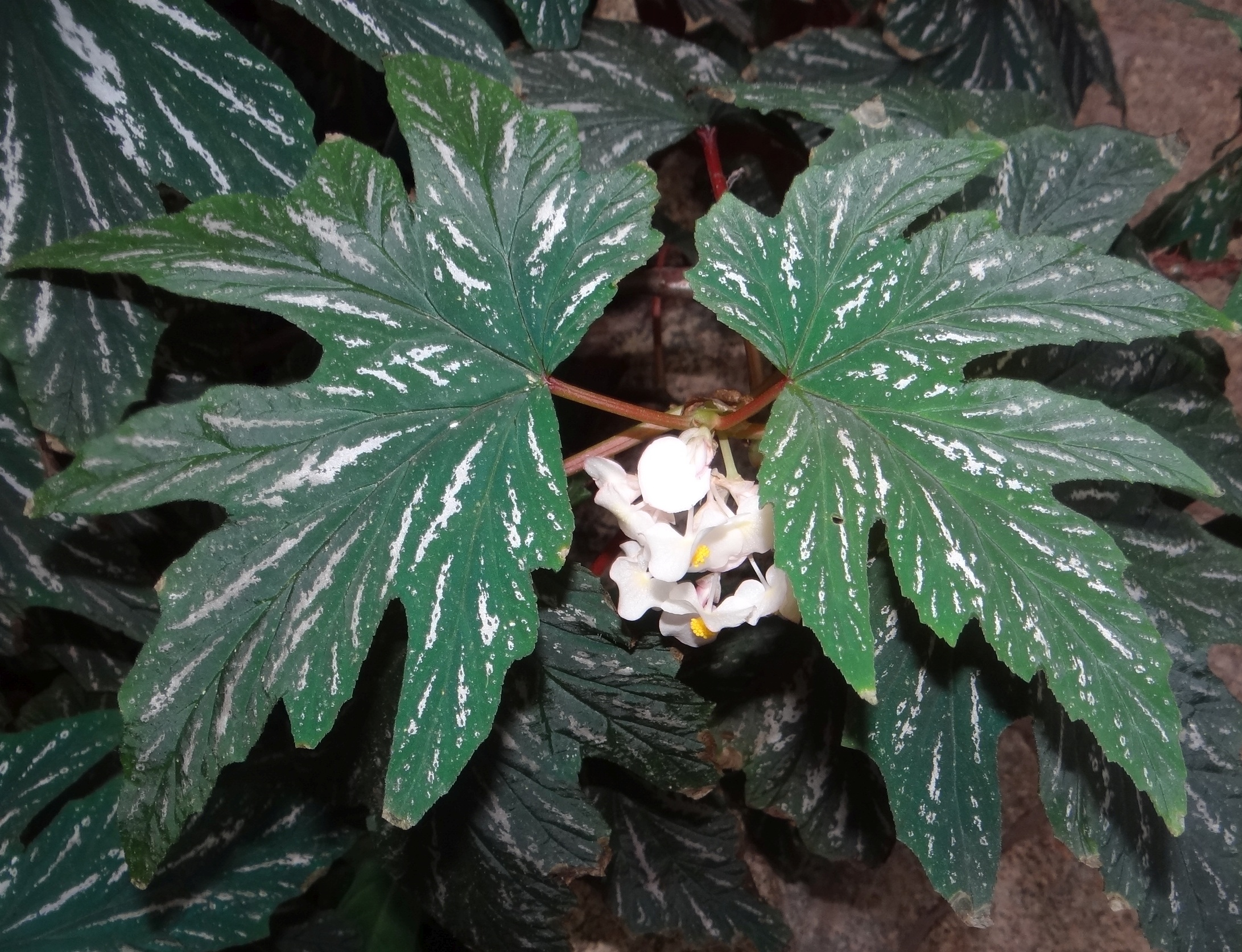
Begonia aconitifolia

Lista gatunków z rodzaju begonia (Begonia) –  lista gatunków z rodzaju roślin z rodziny begoniowatych. Należy do niego ok. 1900 gatunków.

## Lista gatunków
- Begonia abbottii Urb.
- Begonia abbreviata C.I Peng
- Begonia abdullahpieei Kiew
- Begonia aberrans Irmsch.
- Begonia aborensis Dunn
- Begonia acaulis Merr. & L.M.Perry
- Begonia acclivis Coyle
- Begonia acerifolia Kunth
- Begonia acetosa Vell.
- Begonia acetosella Craib

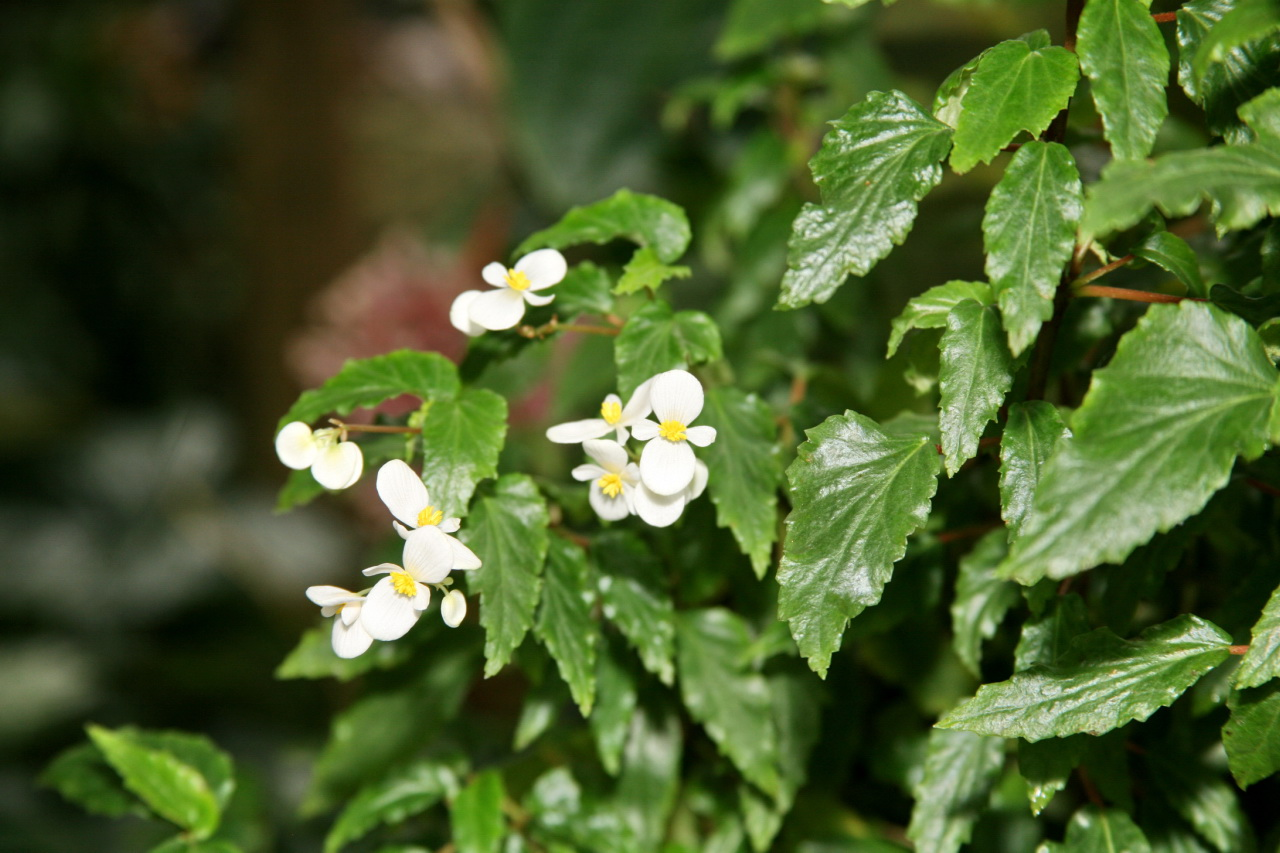
Begonia acutifolia

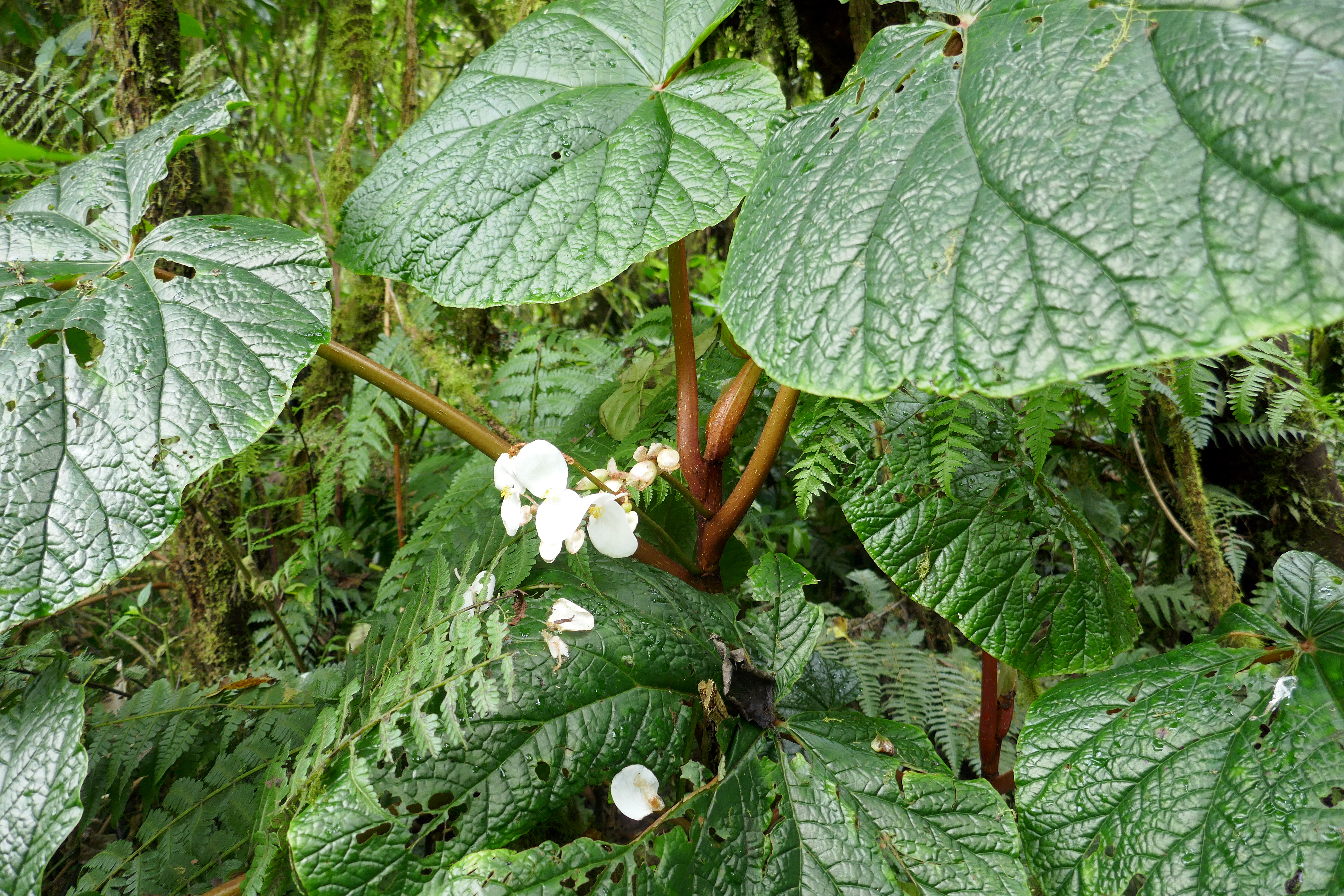
Begonia baccata

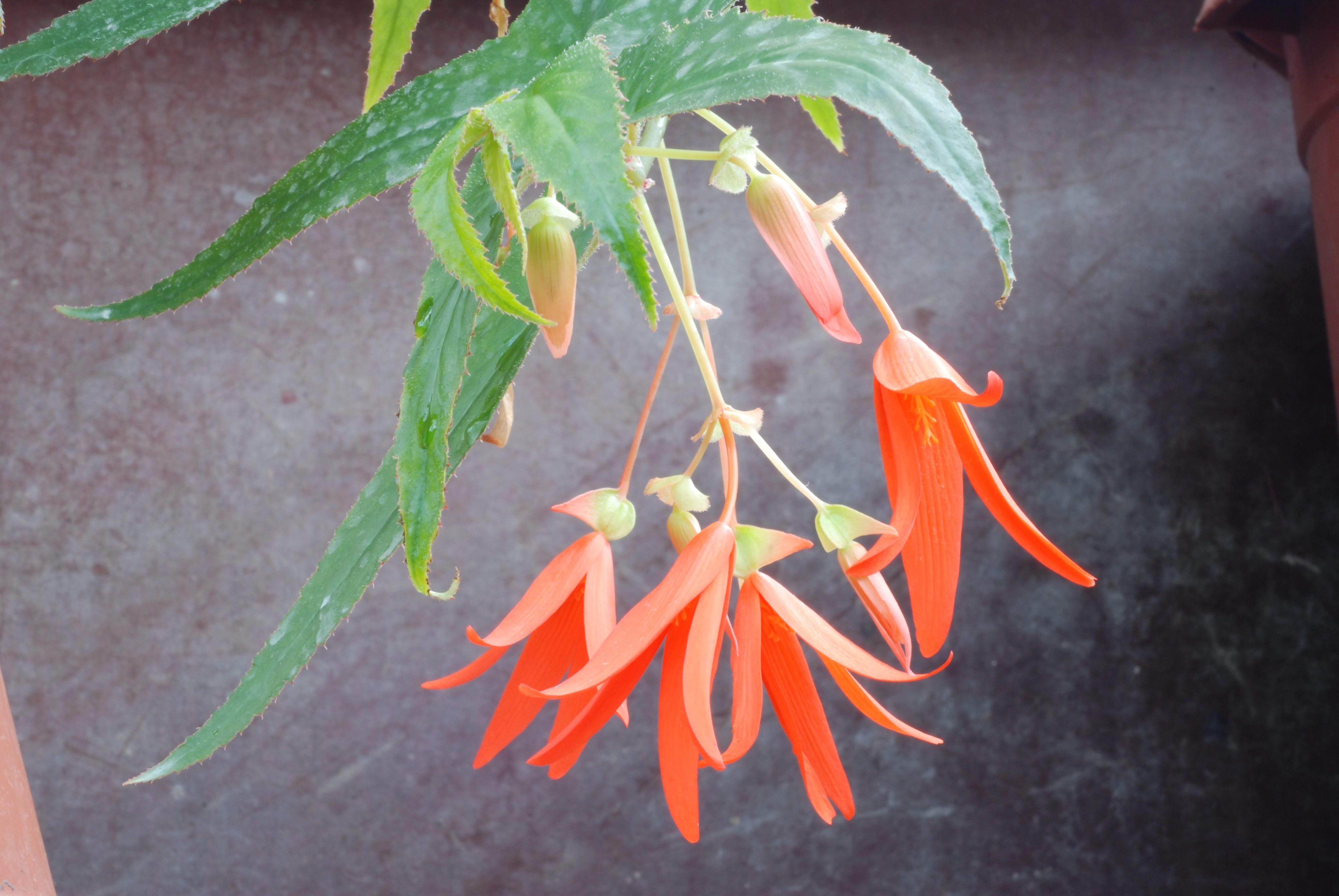
Begonia boliviensis

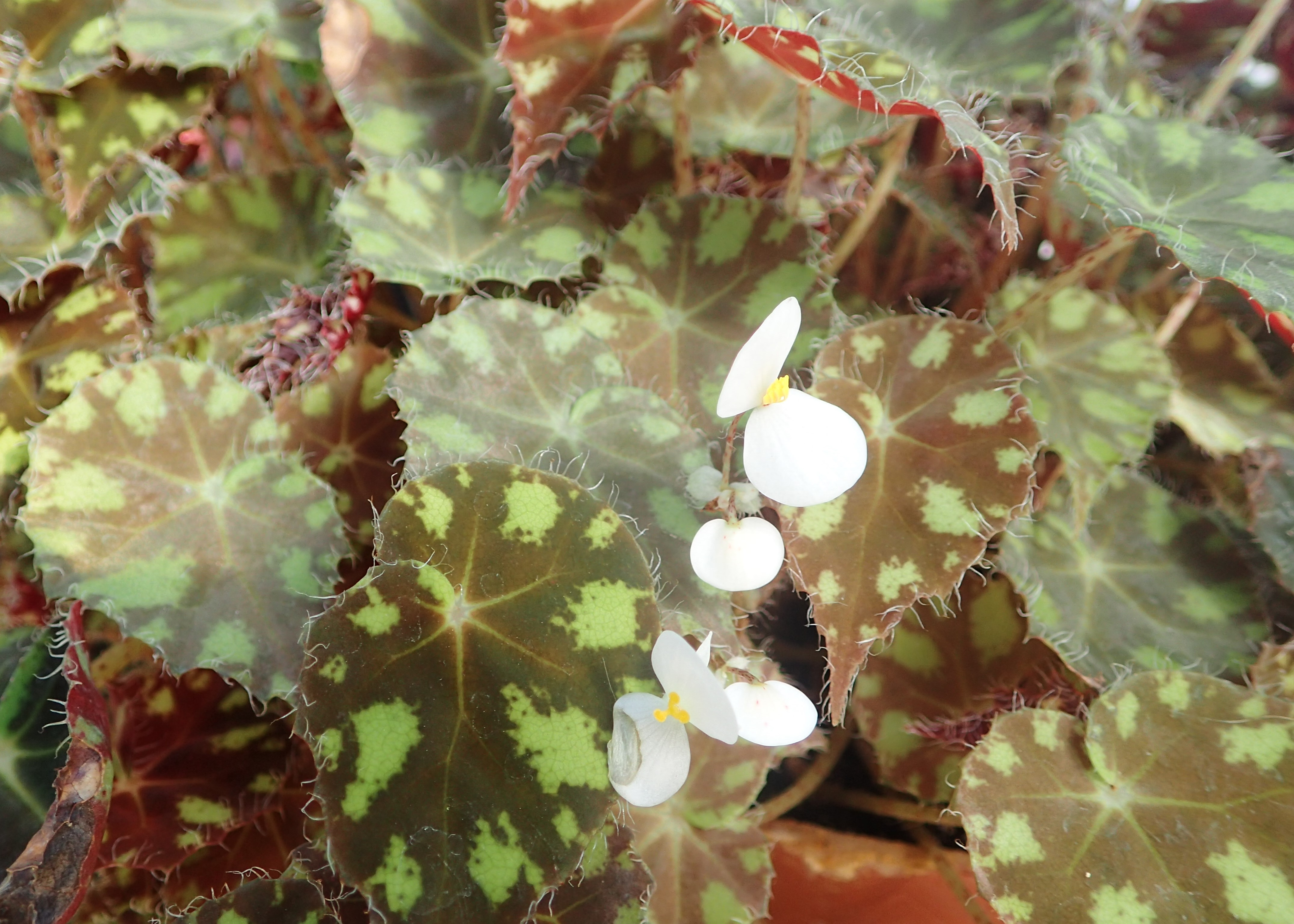
Begonia bowerae `Tiger`

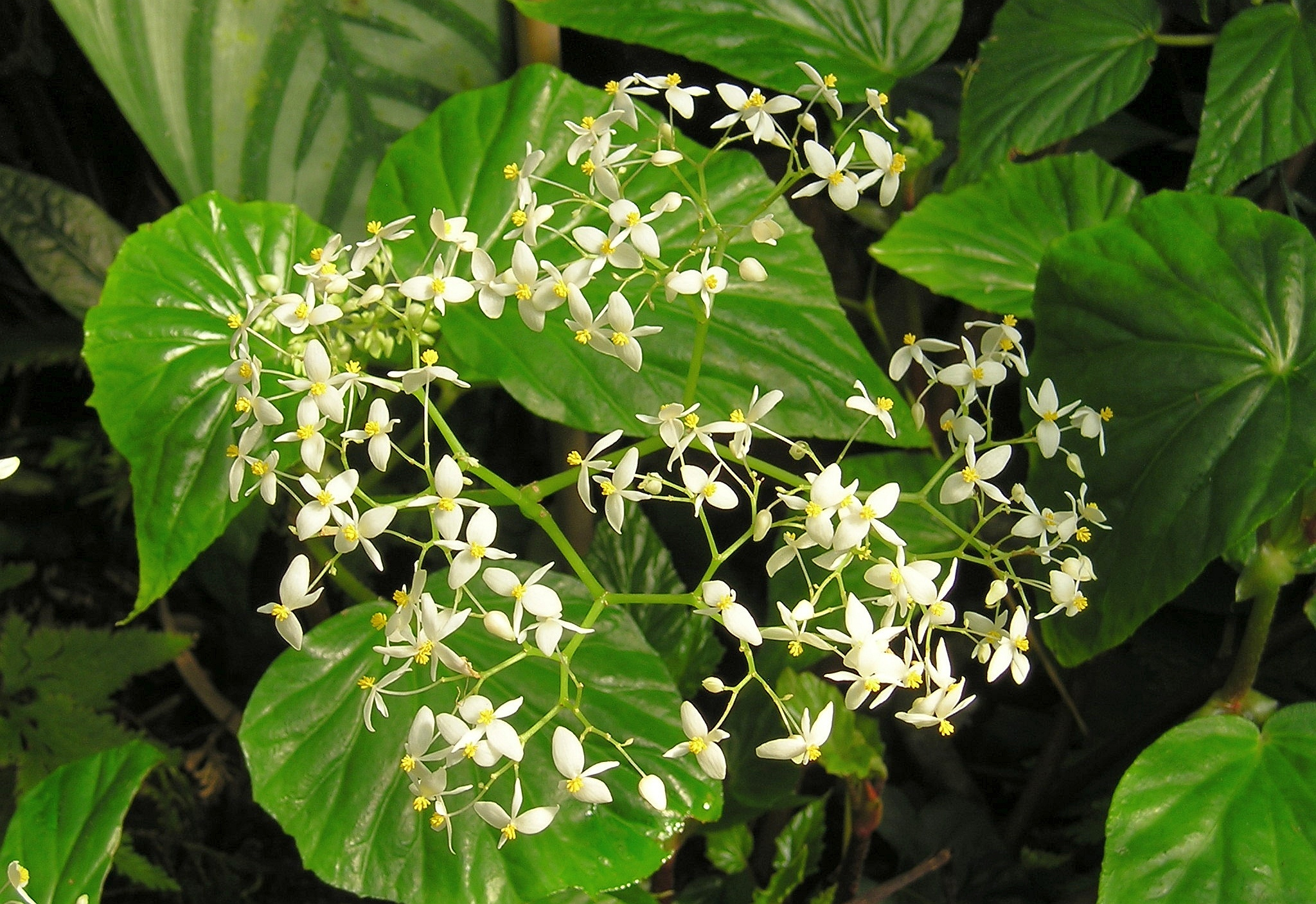
Begonia capensis

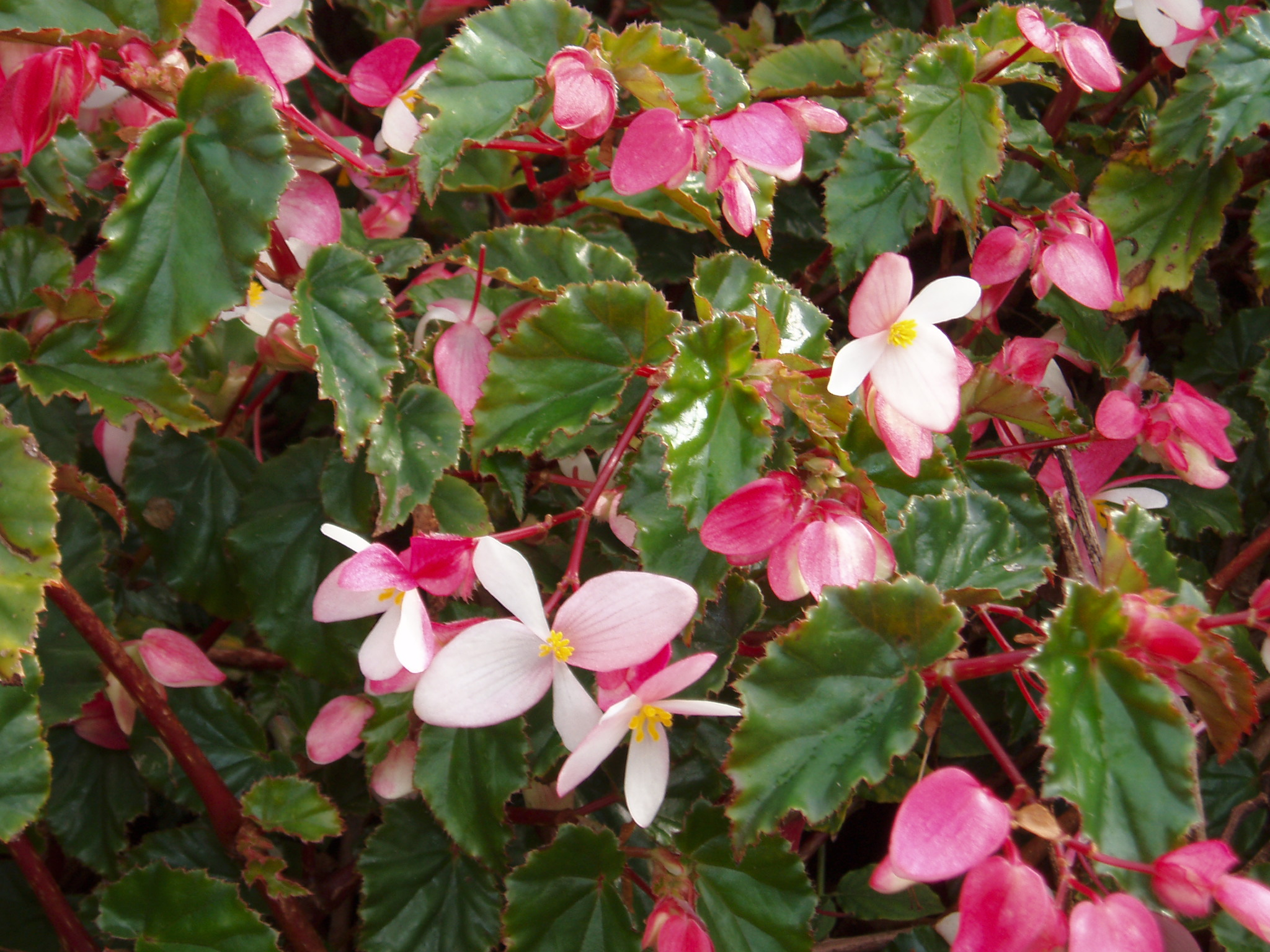
Begonia coccinea

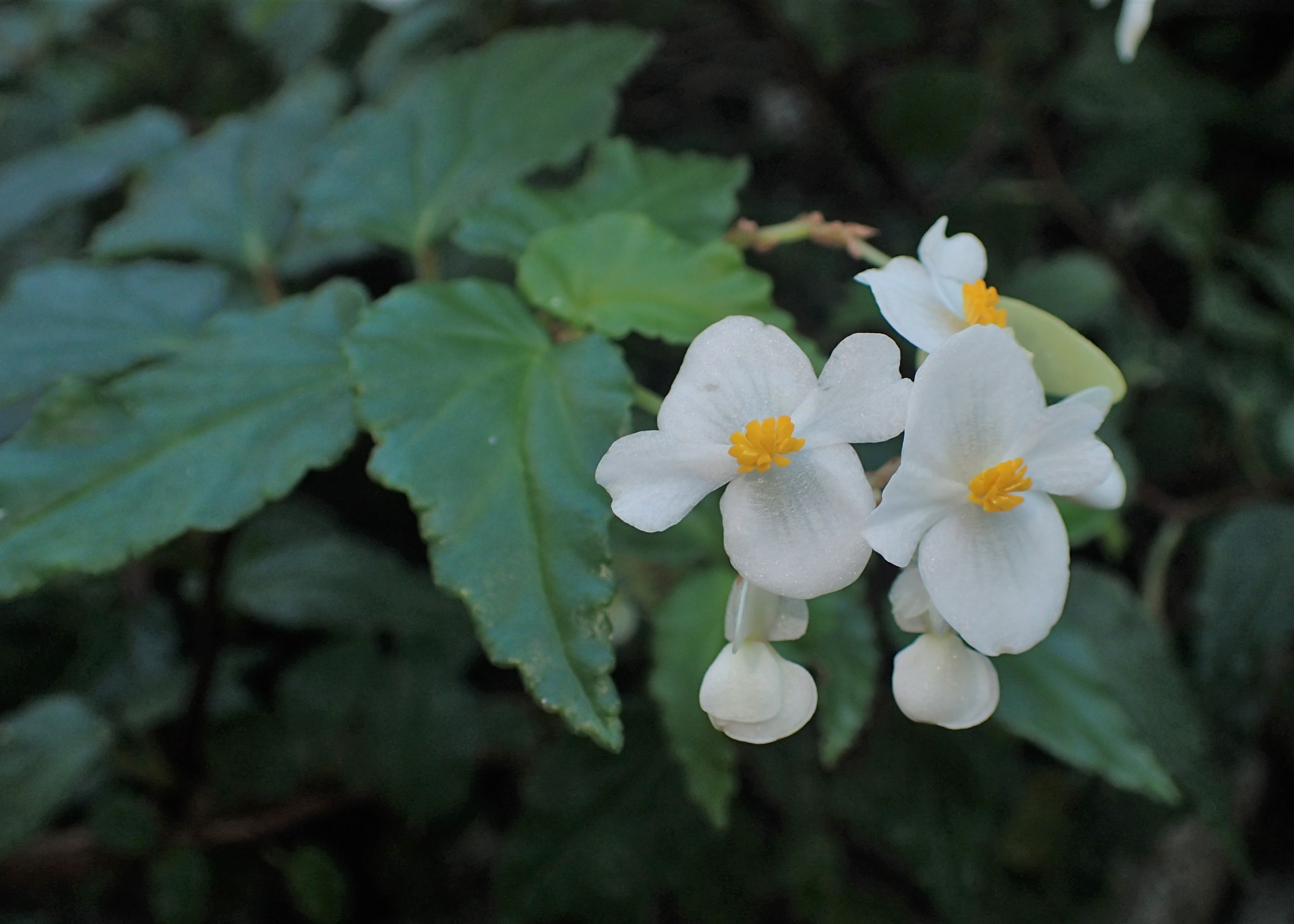
Begonia cubensis

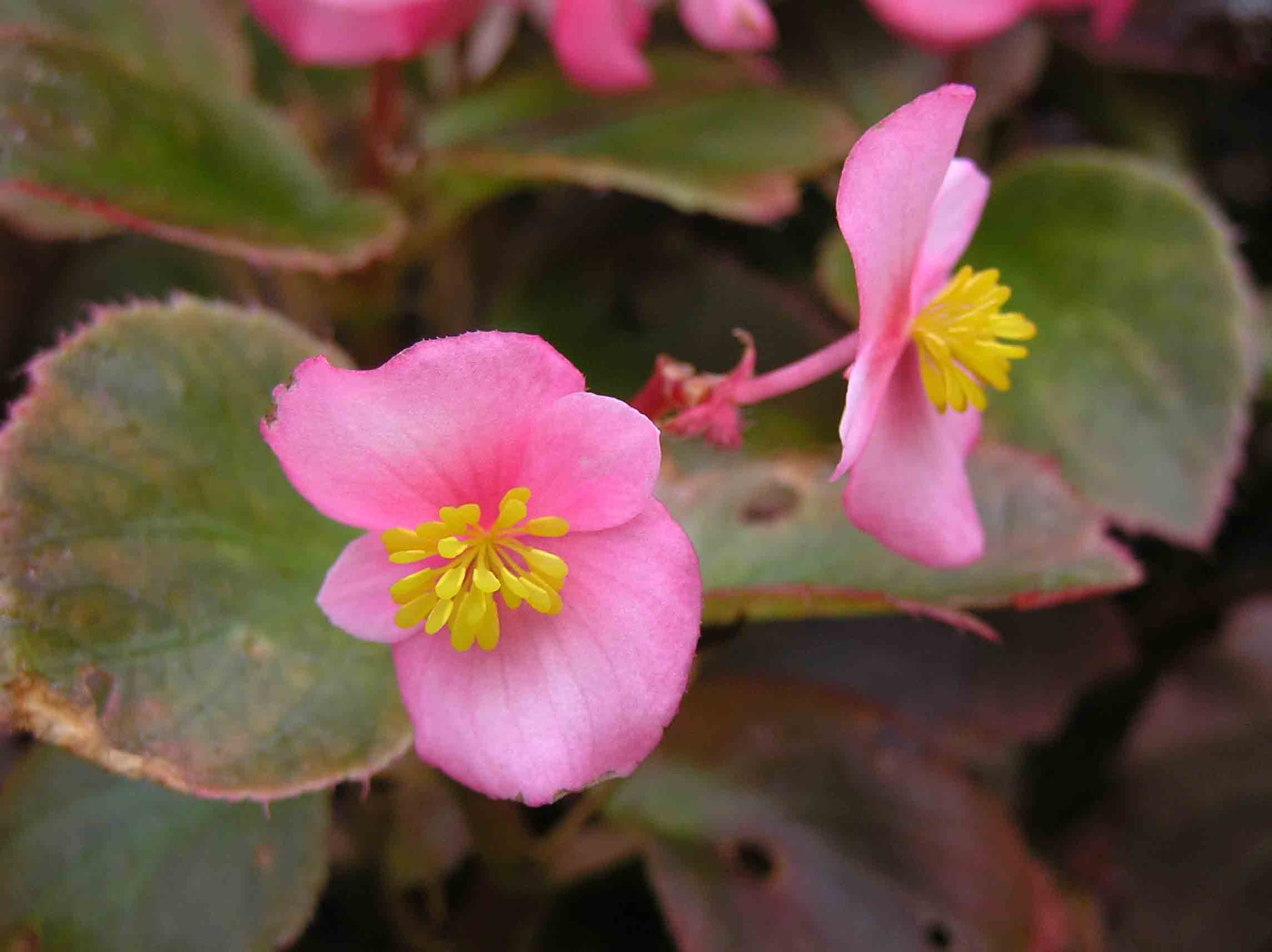
Begonia cucullata

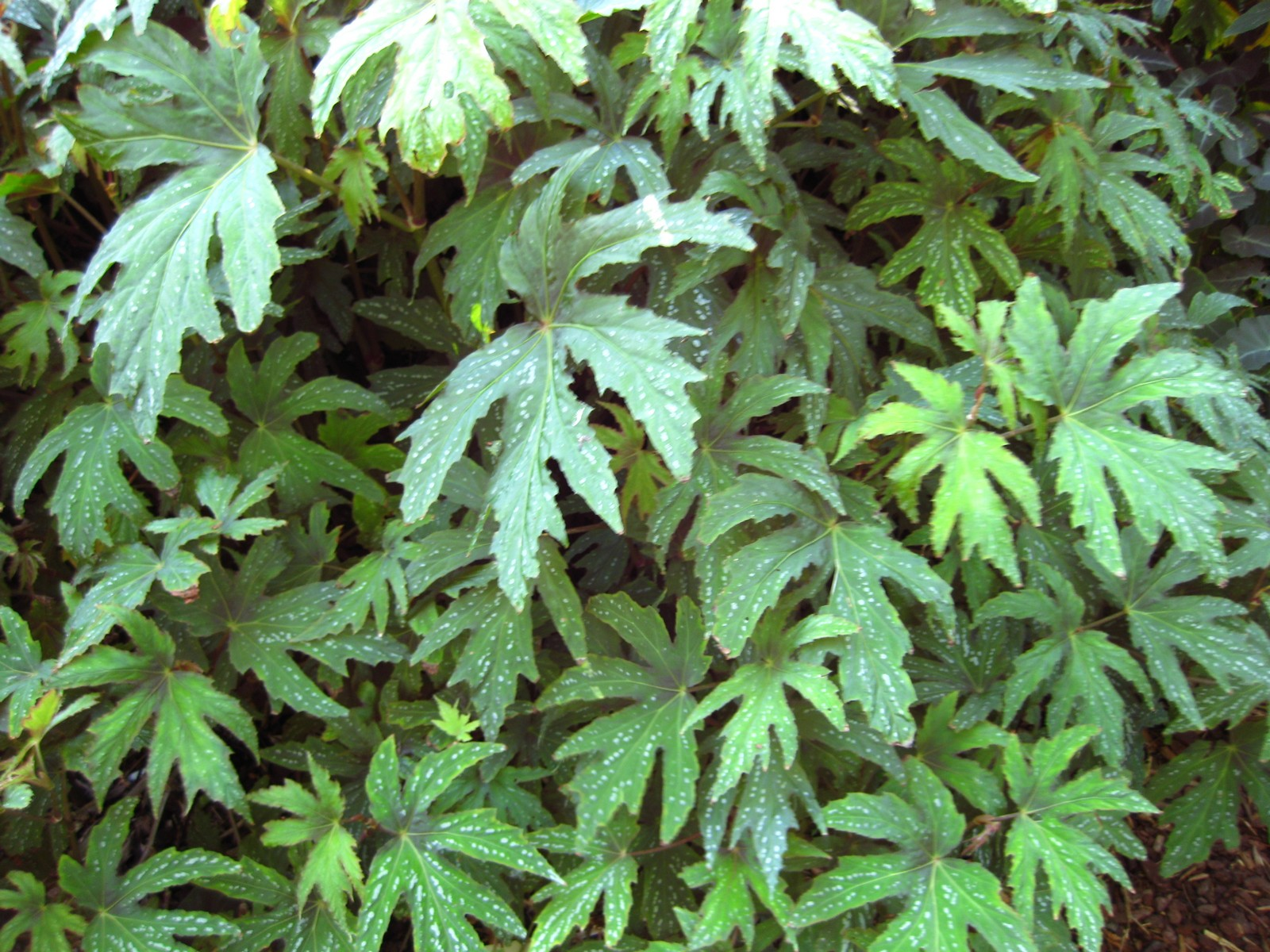
Begonia diadema

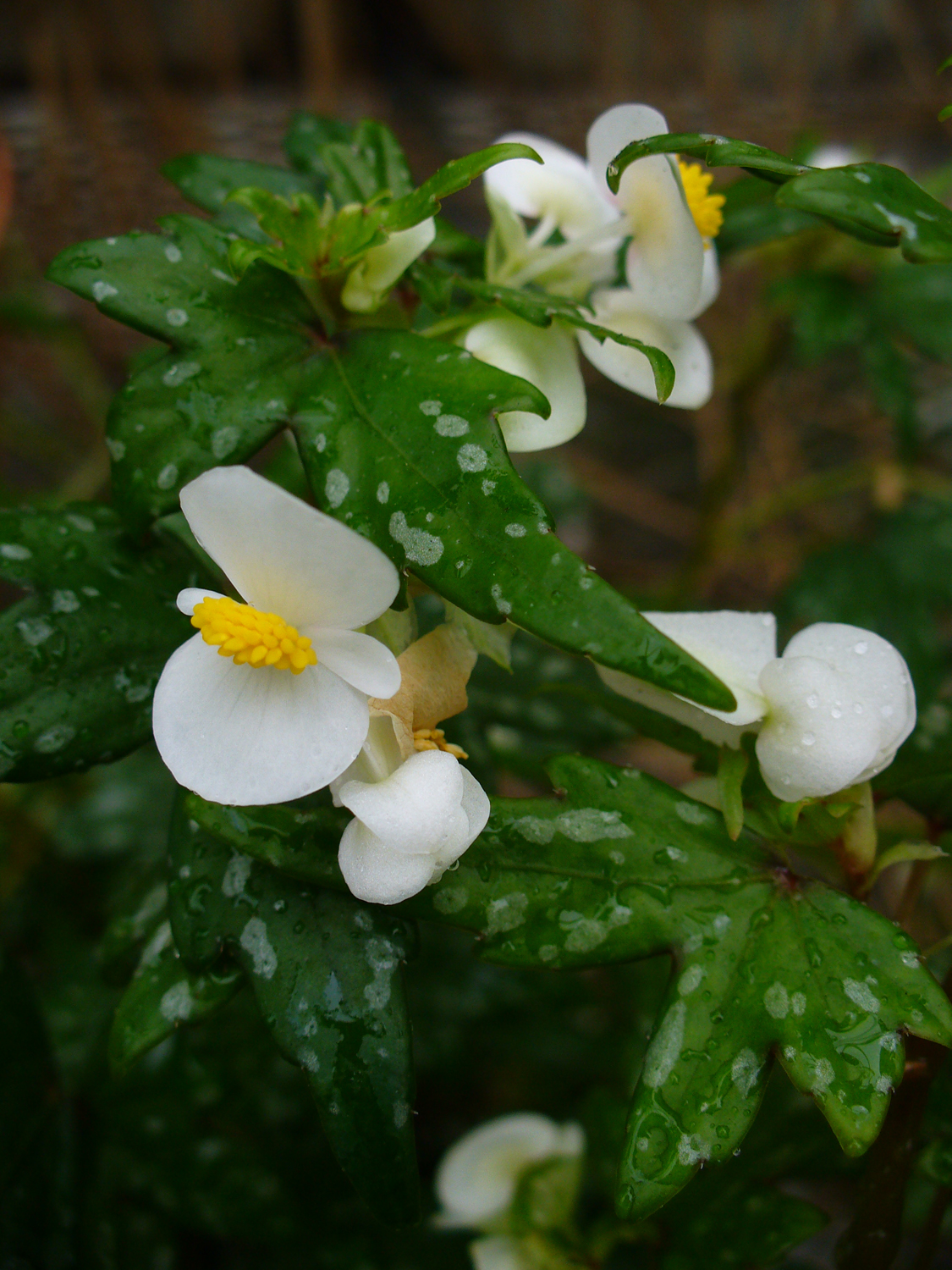
Begonia dregei

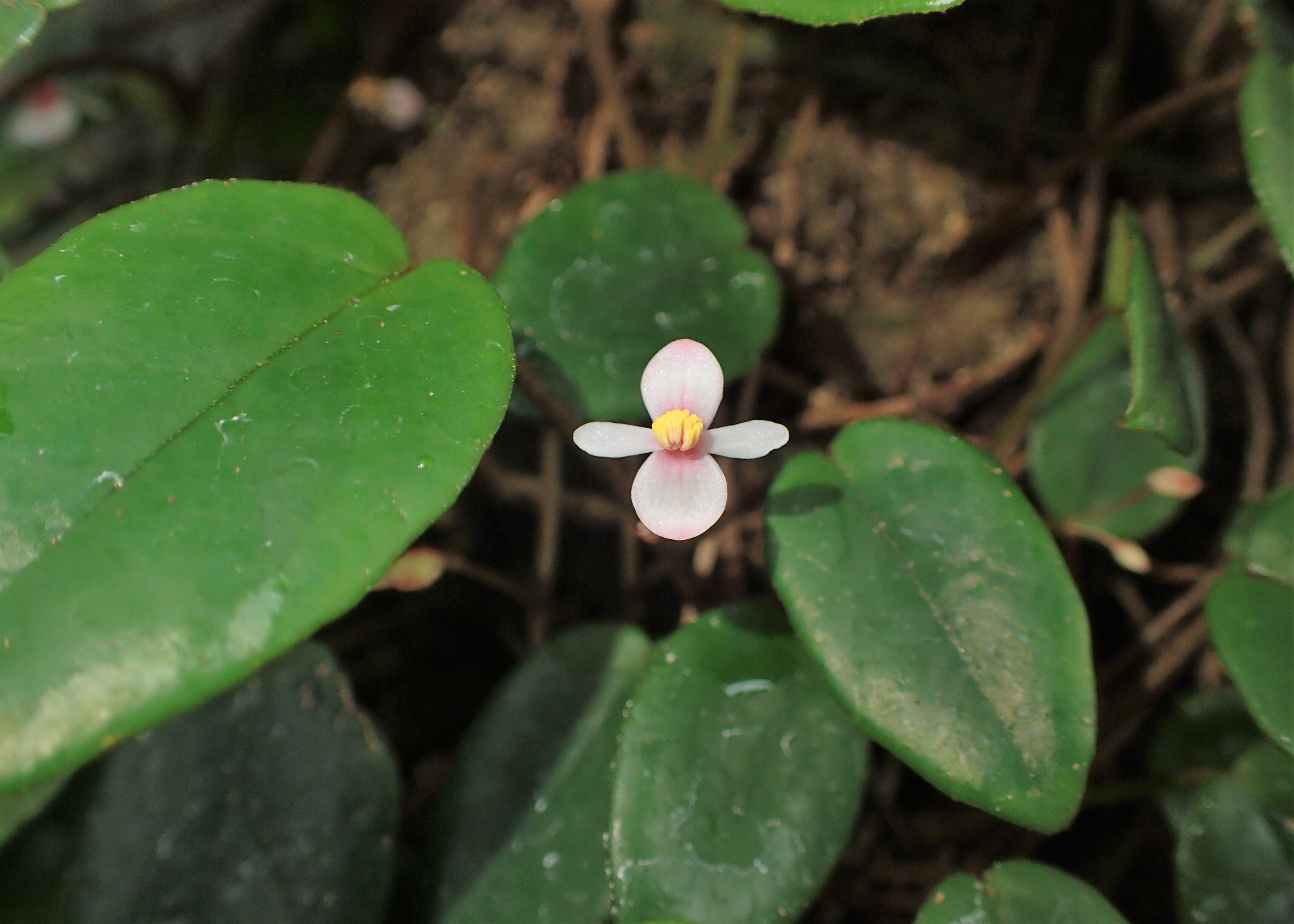
Begonia elaeagnifolia

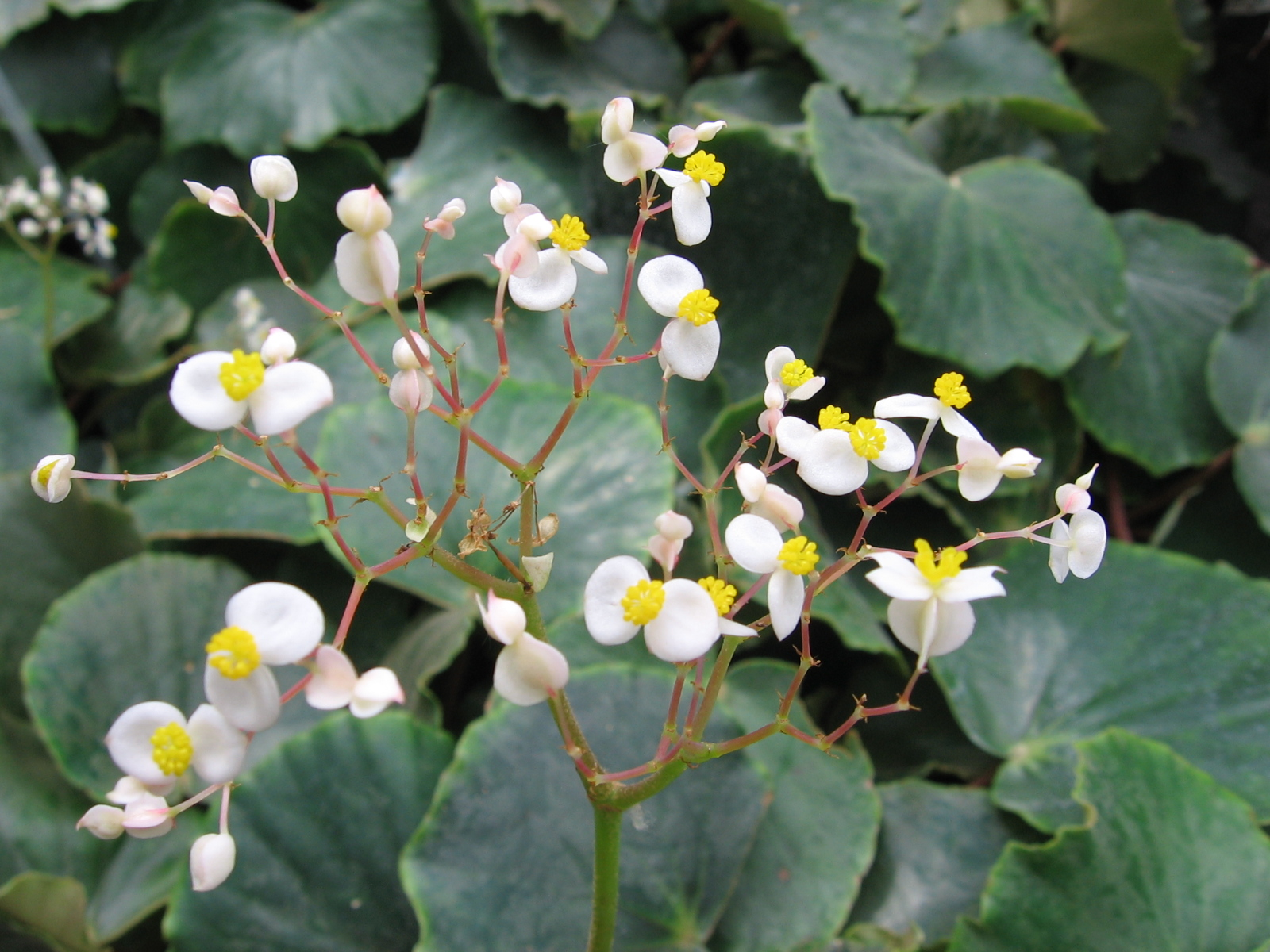
Begonia floccifera

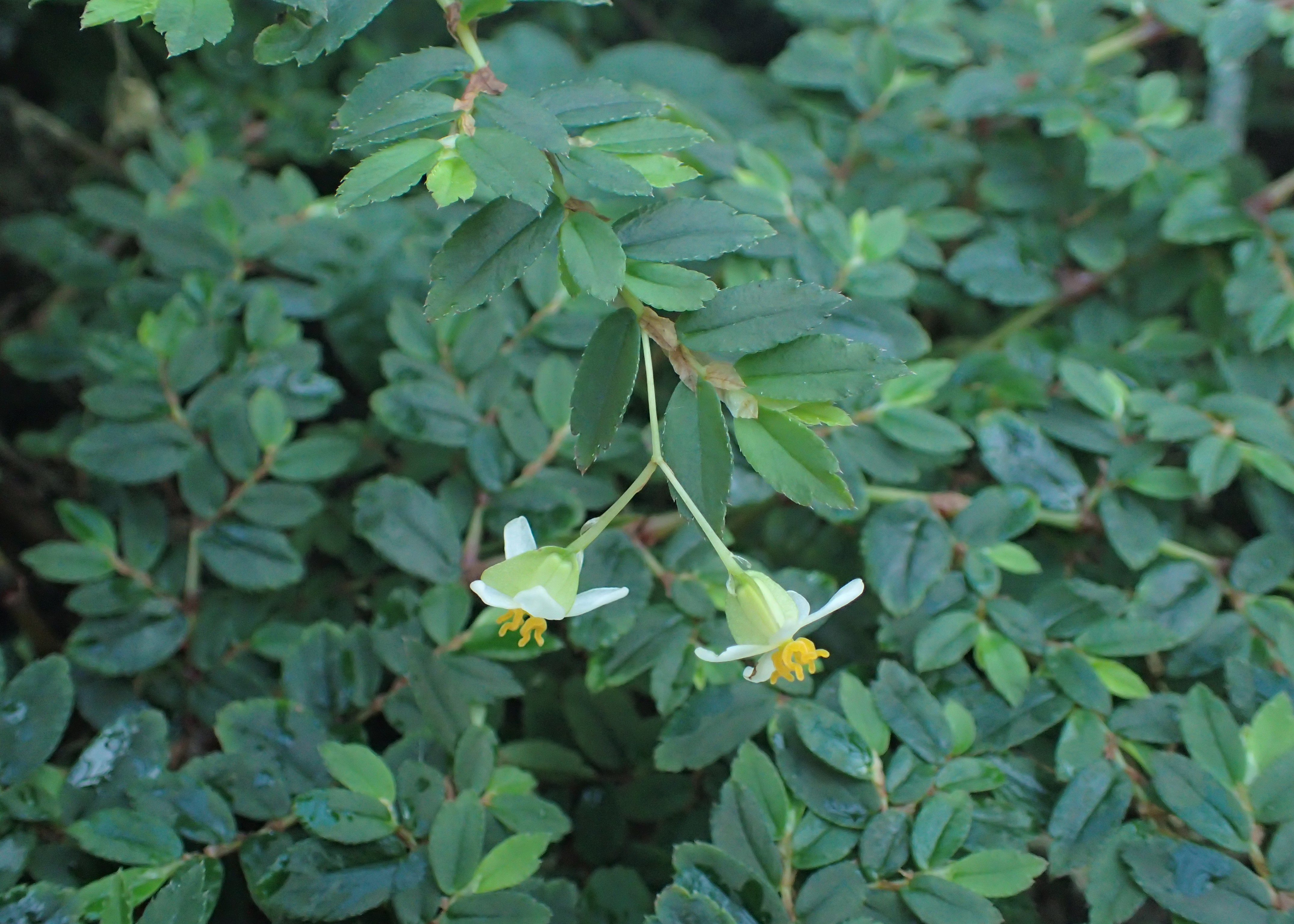
Begonia foliosa

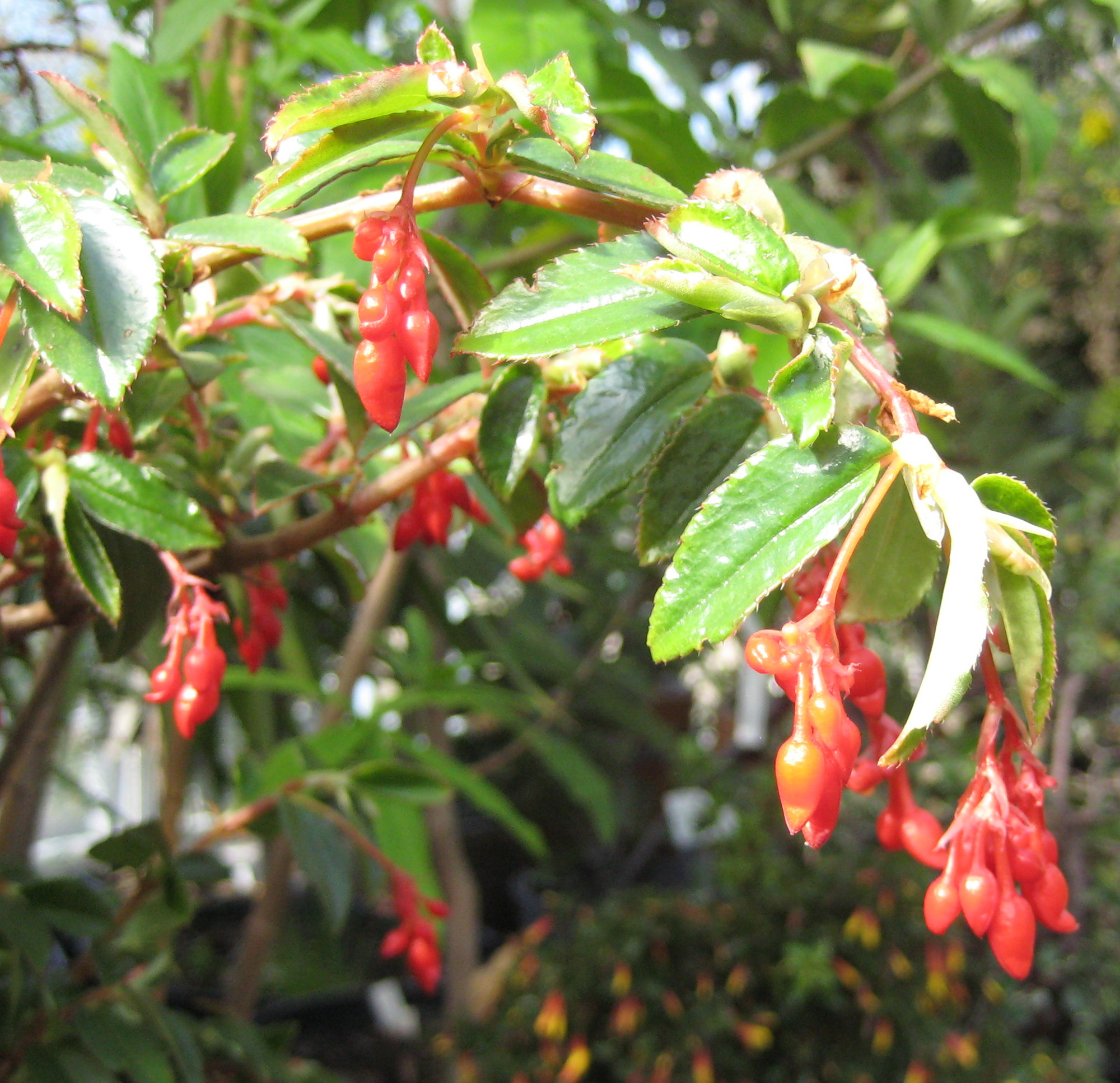
Begonia fuchsioides

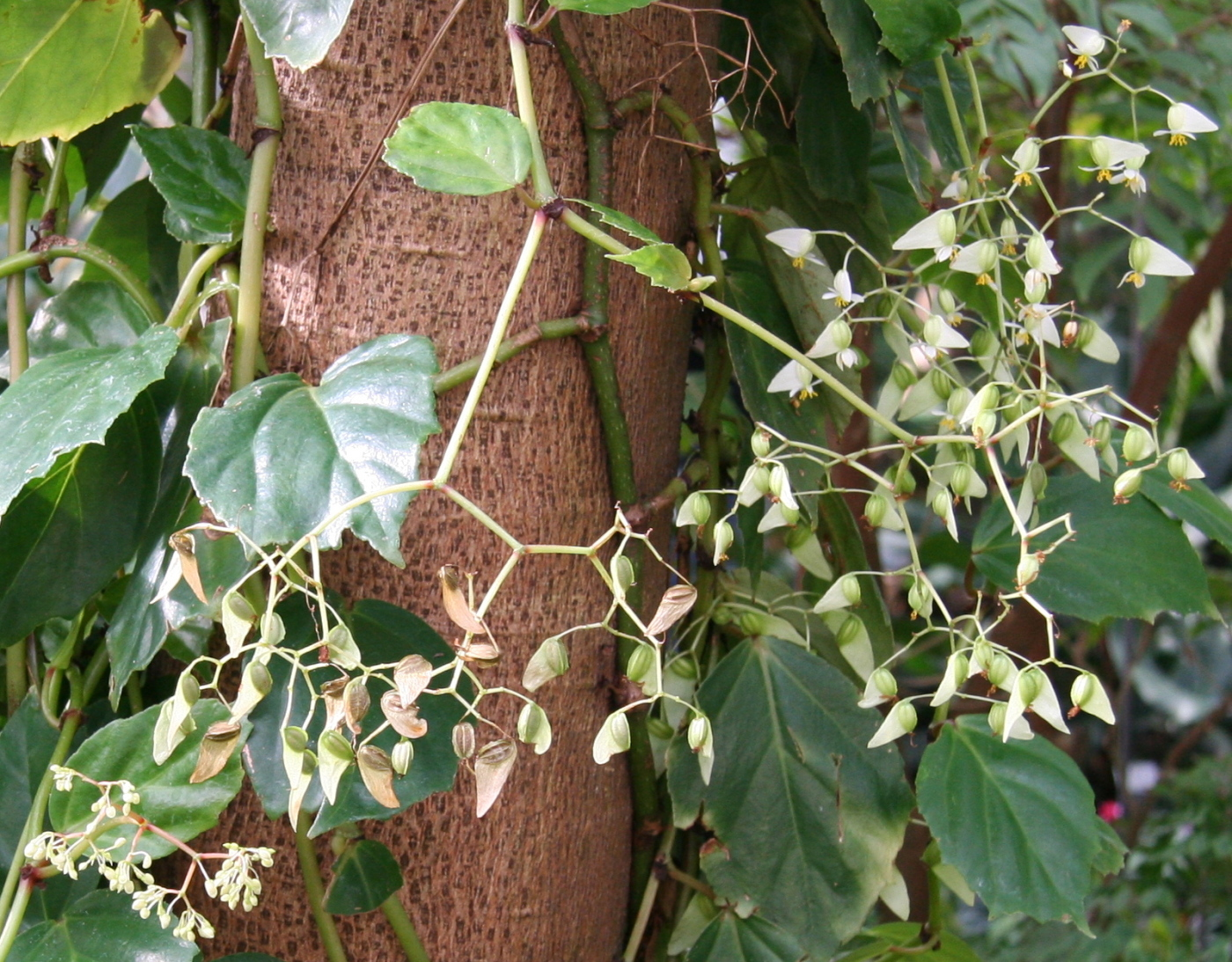
Begonia glabra

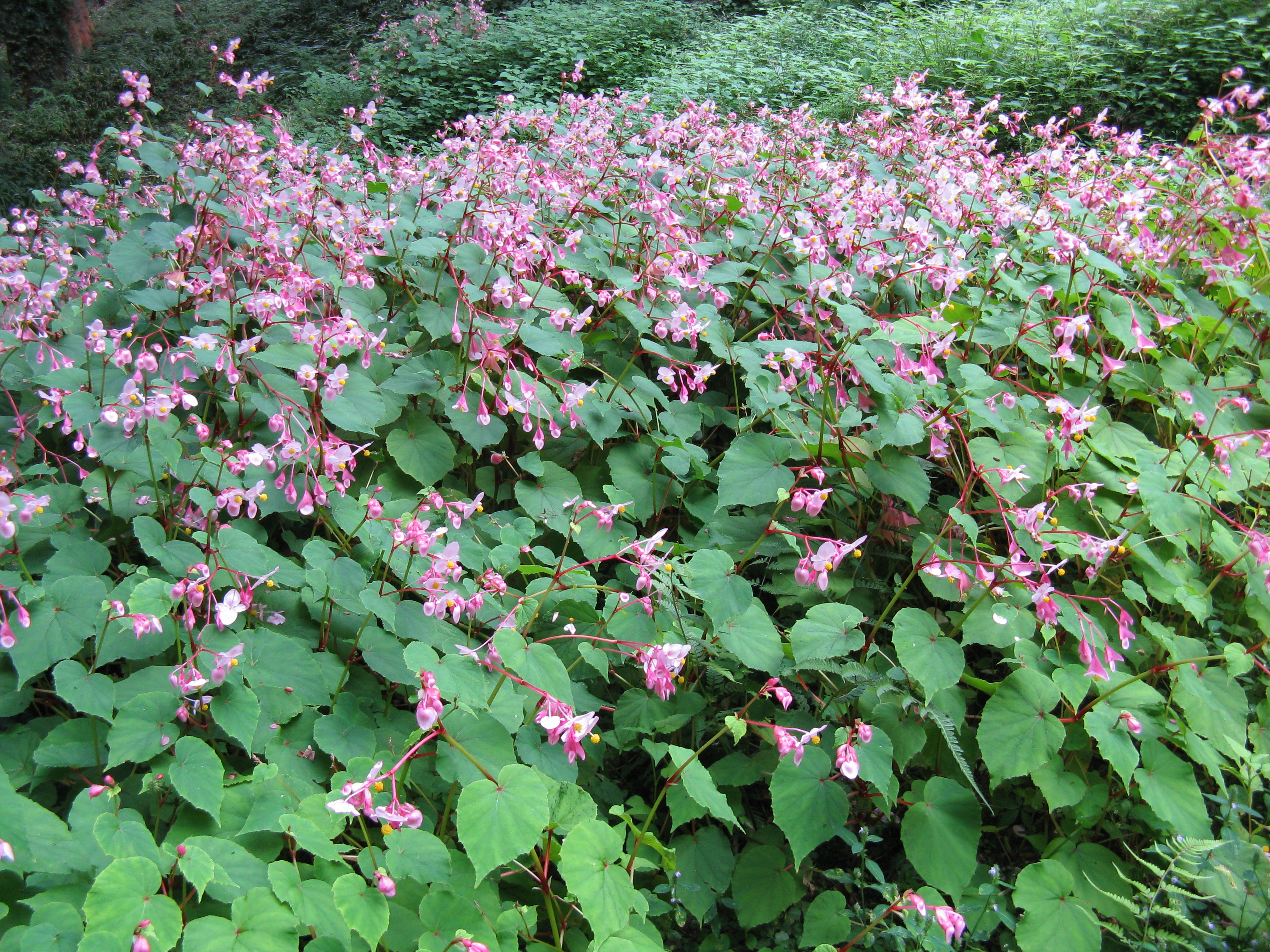
Begonia grandis

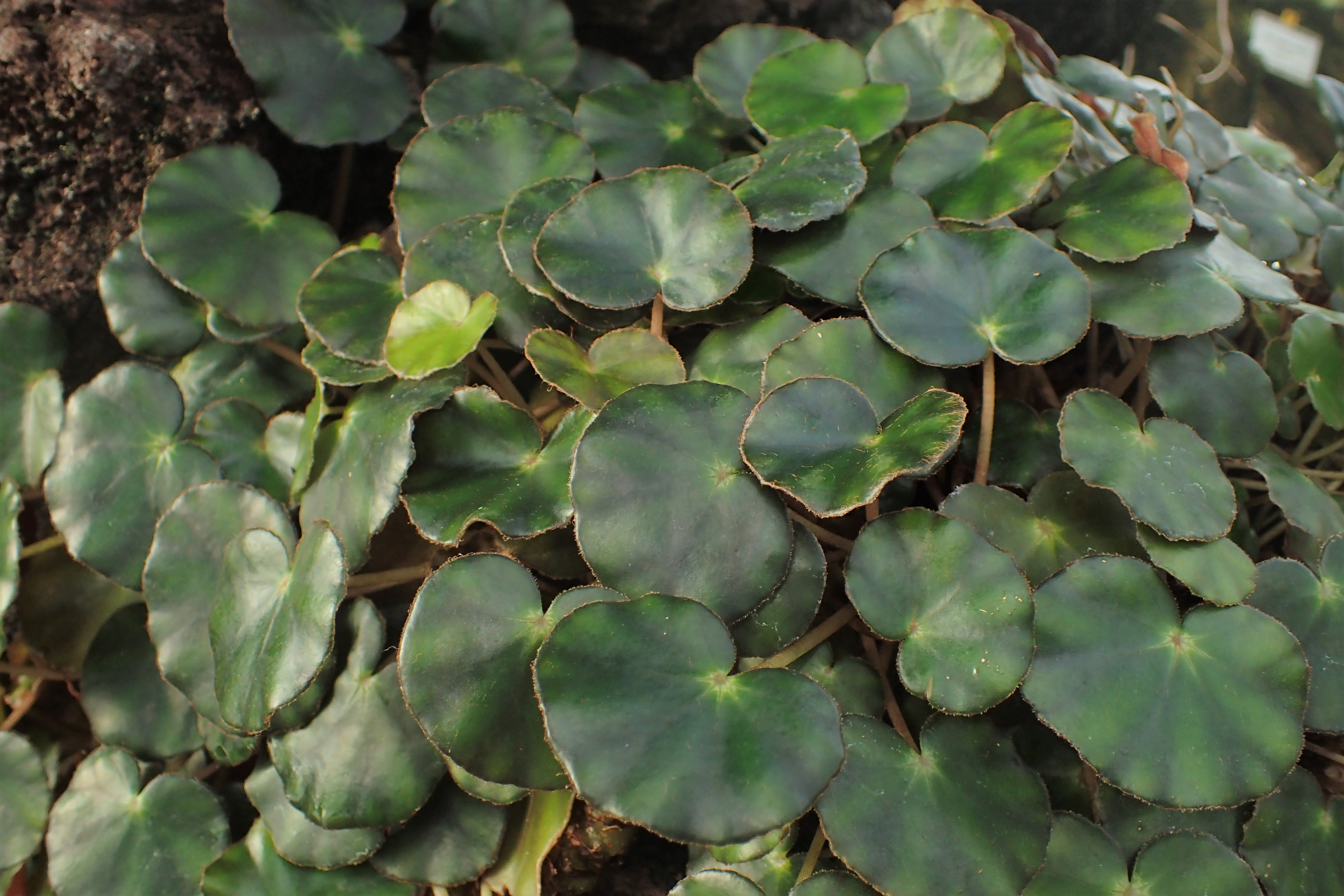
Begonia hydrocotylifolia

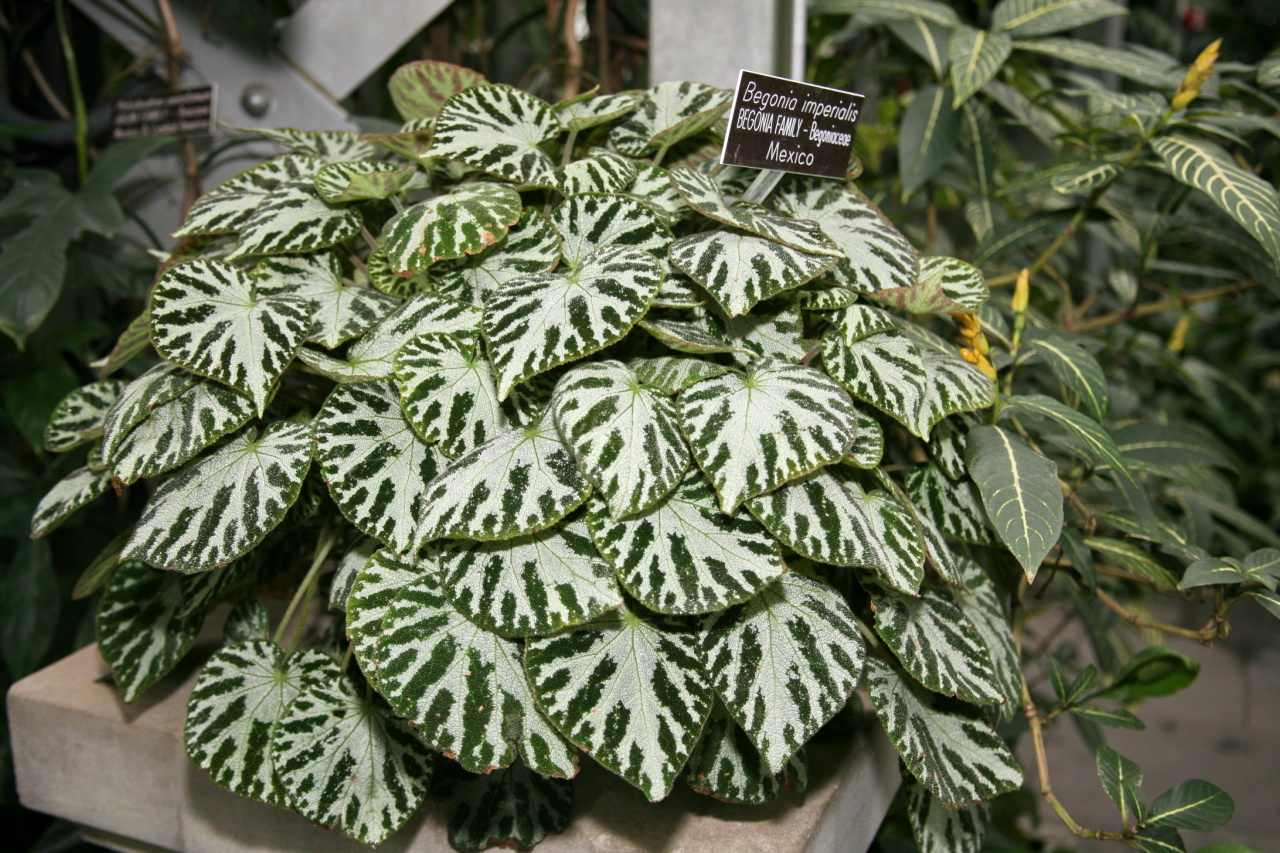
Begonia imperialis

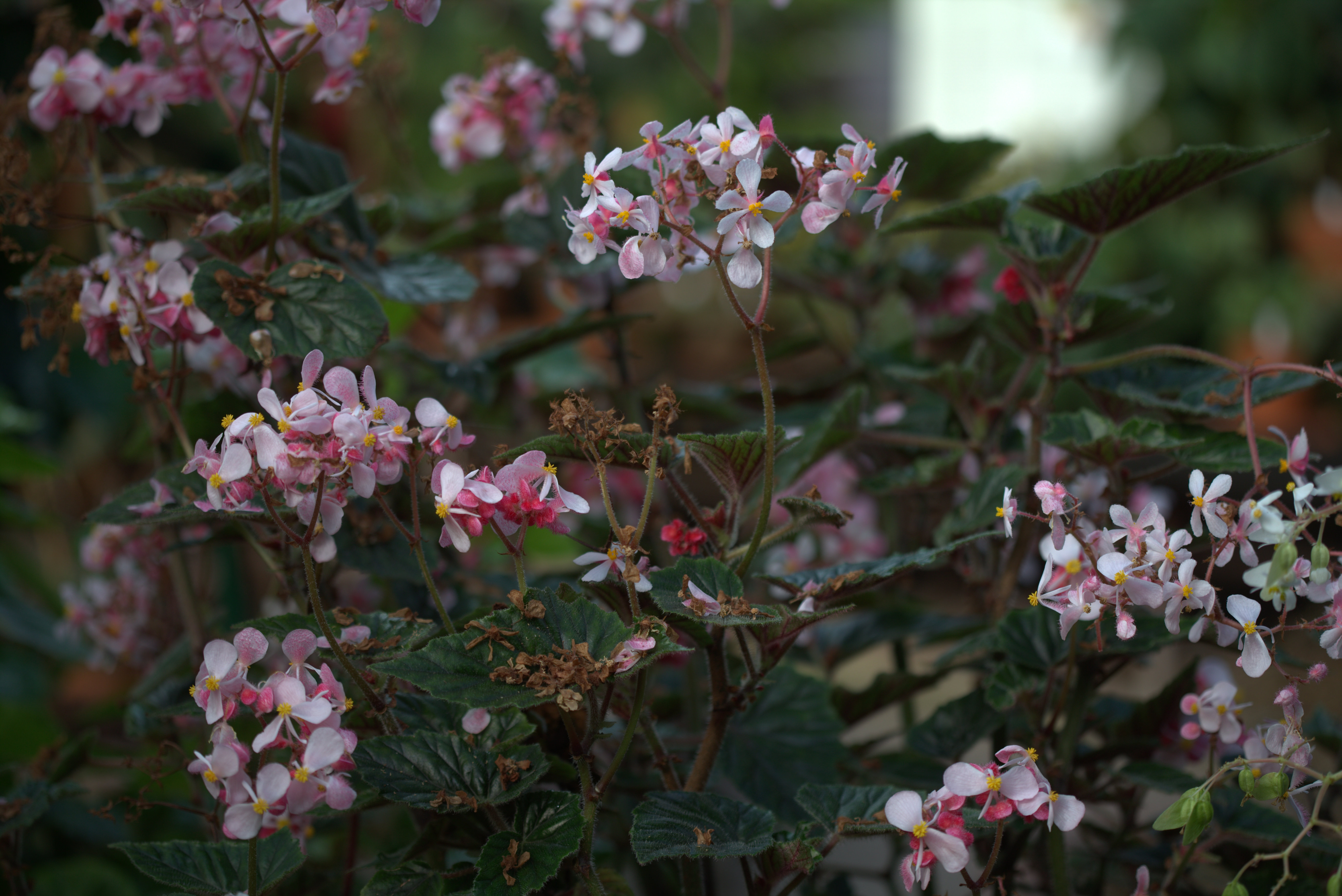
Begonia incarnata

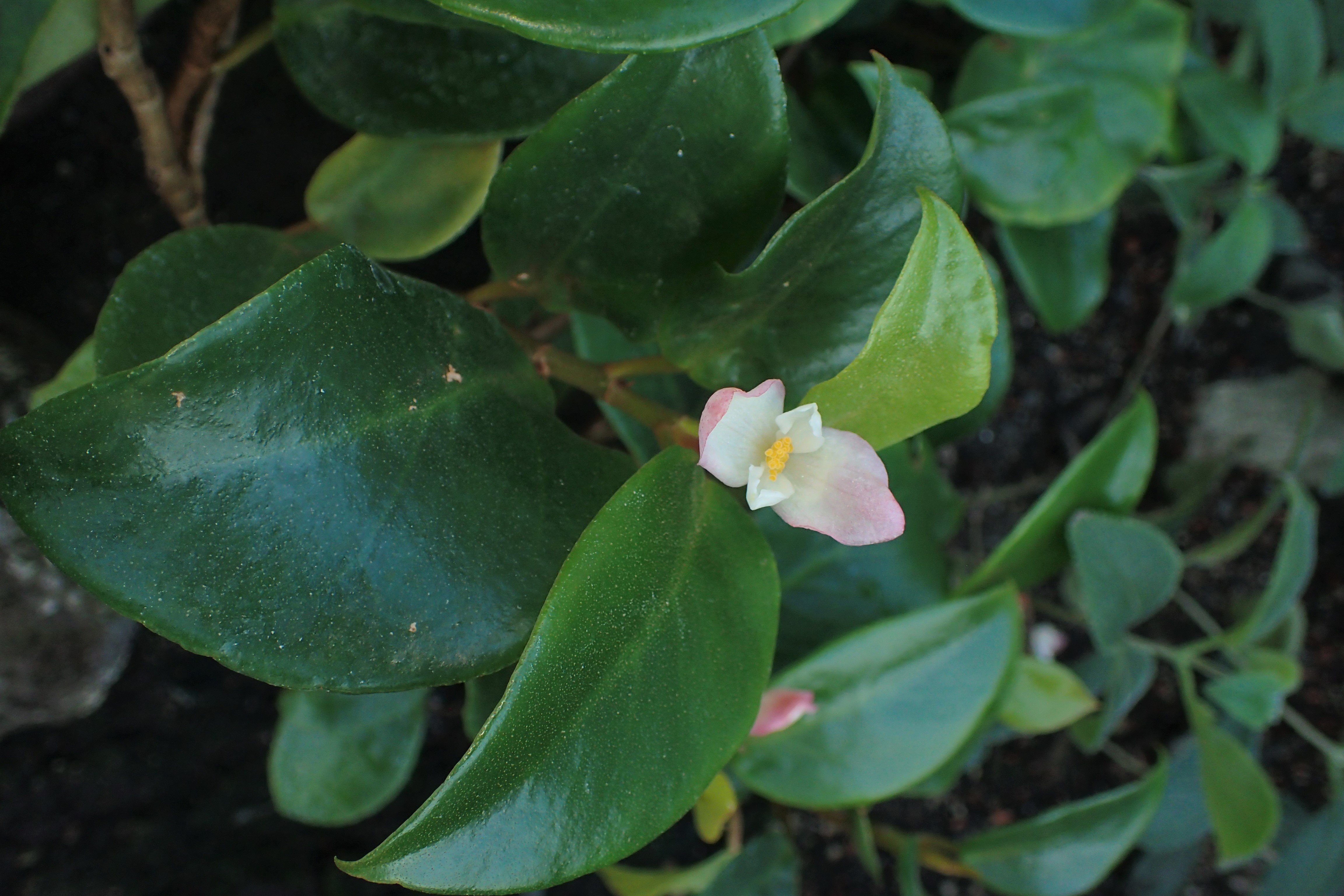
Begonia loranthoides

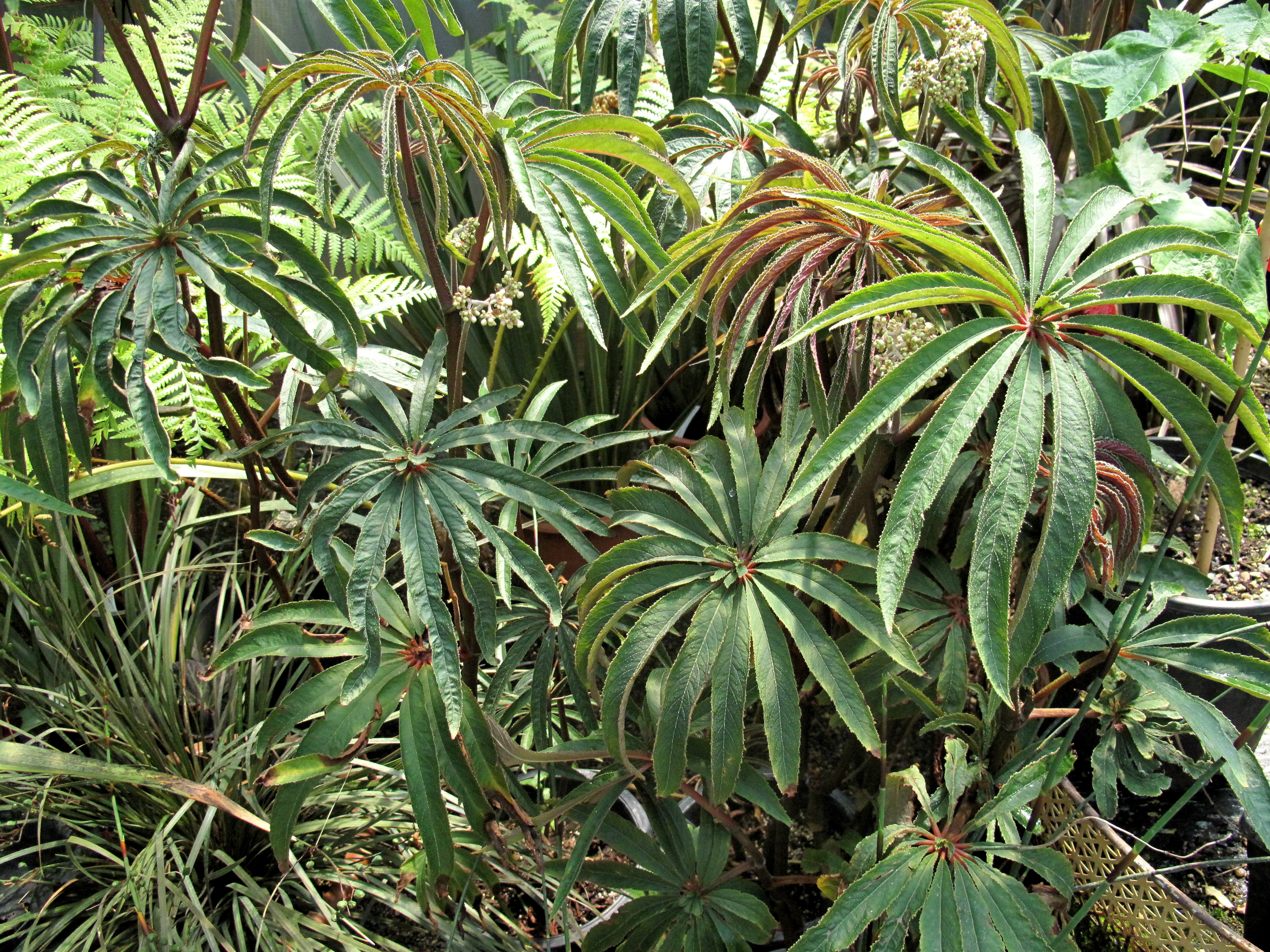
Begonia luxurians

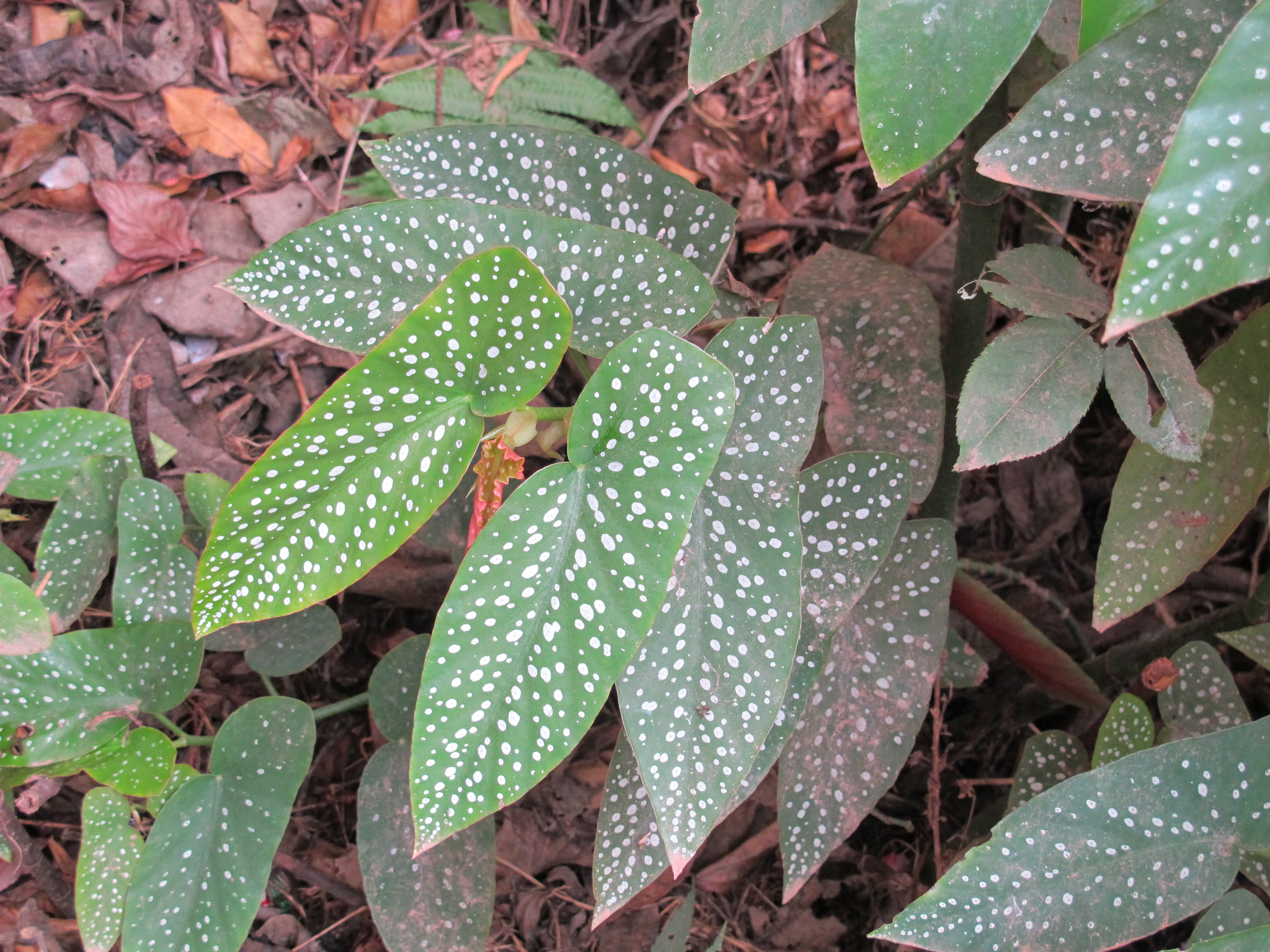
Begonia maculata

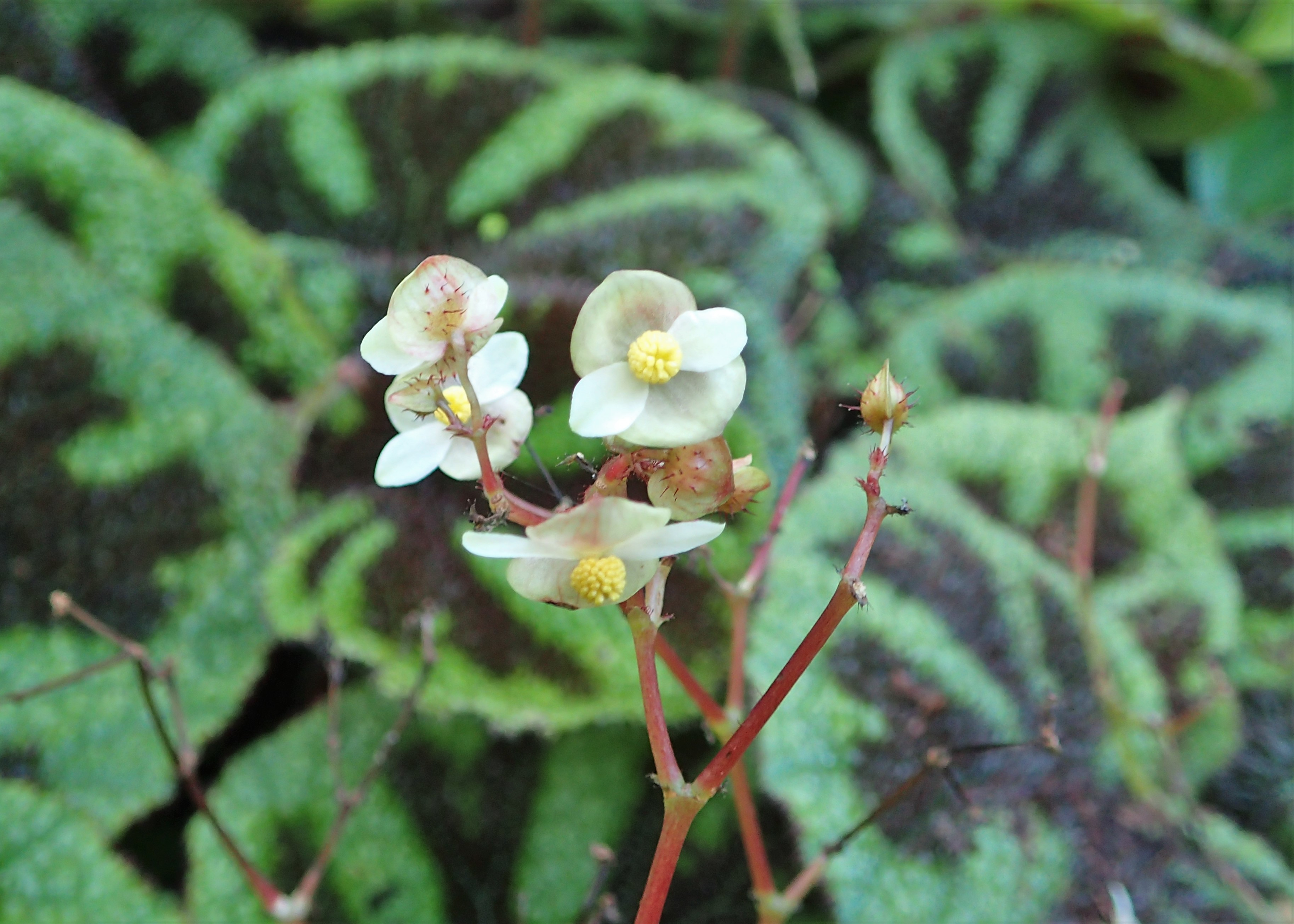
Begonia masoniana

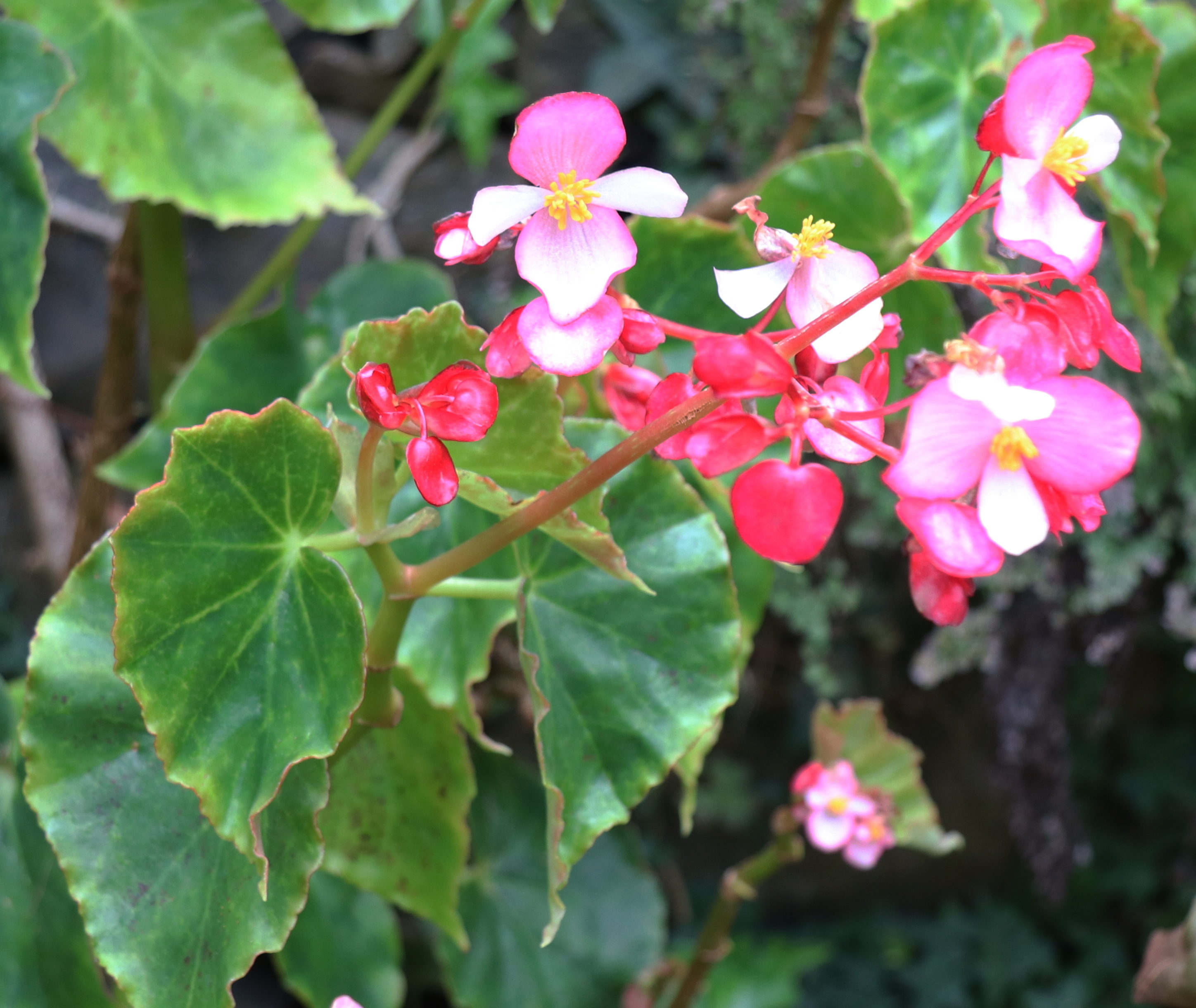
Begonia minor

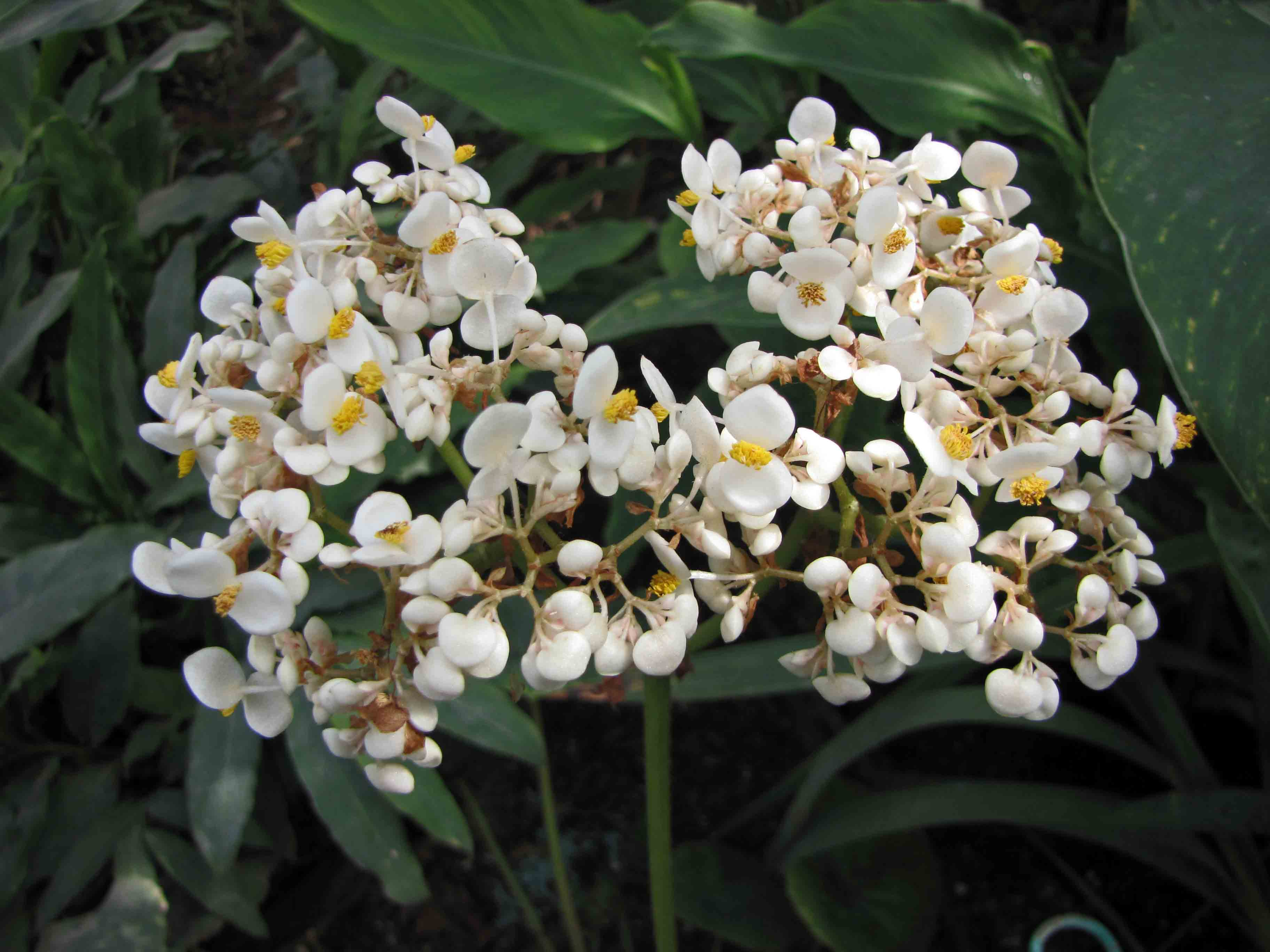
Begonia nelumbifolia

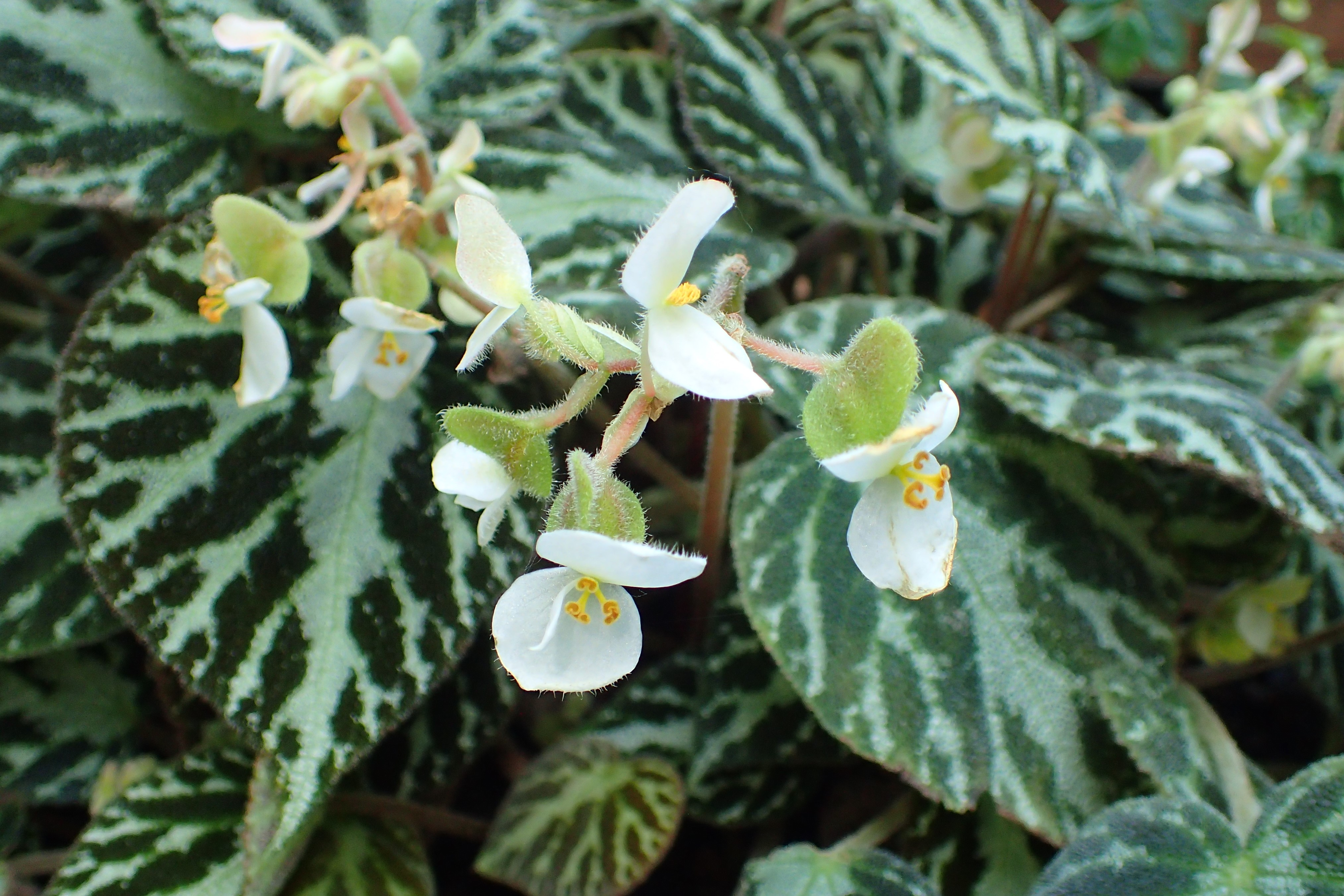
Begonia pustulata

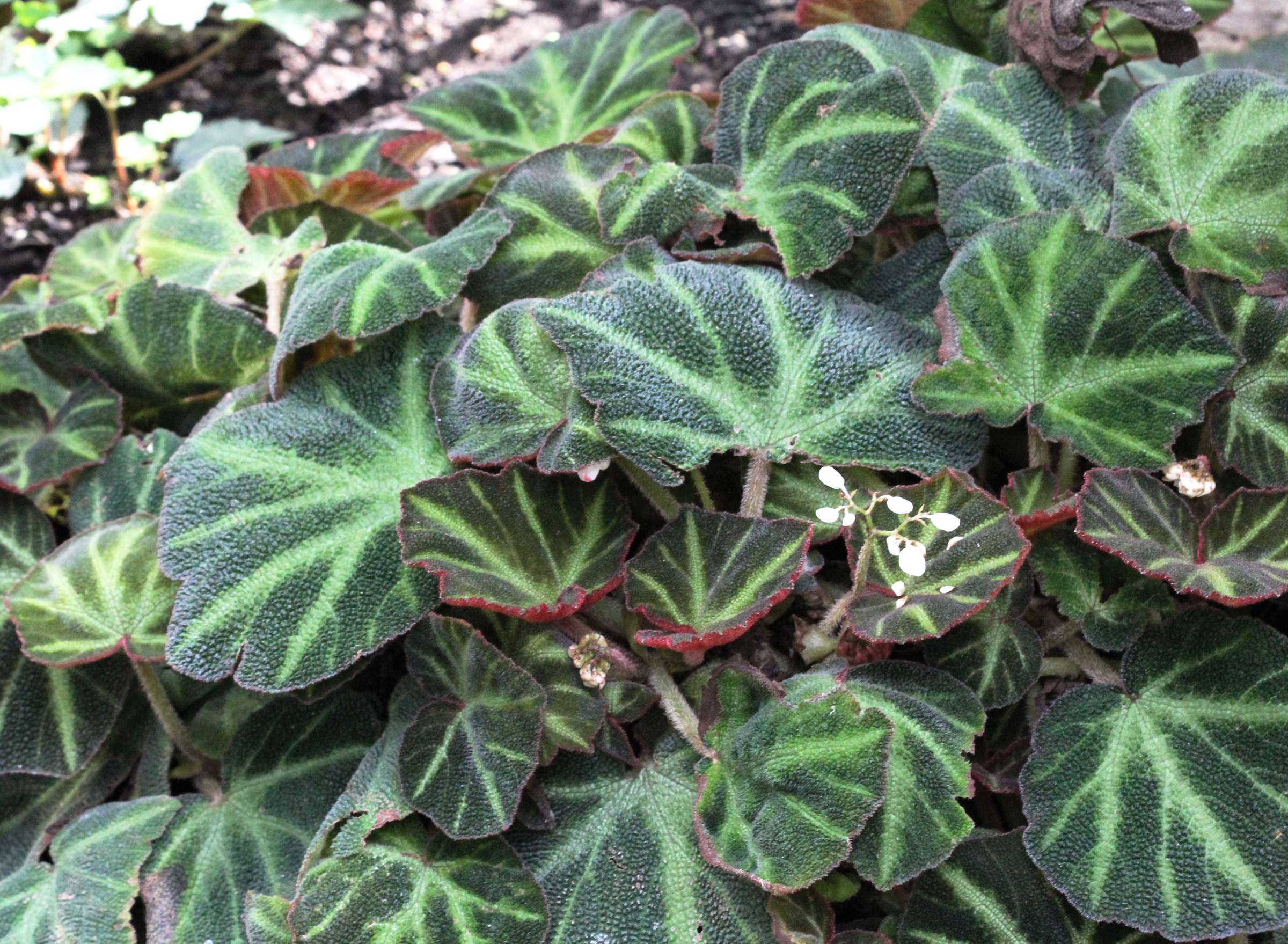
Begonia soli-mutata

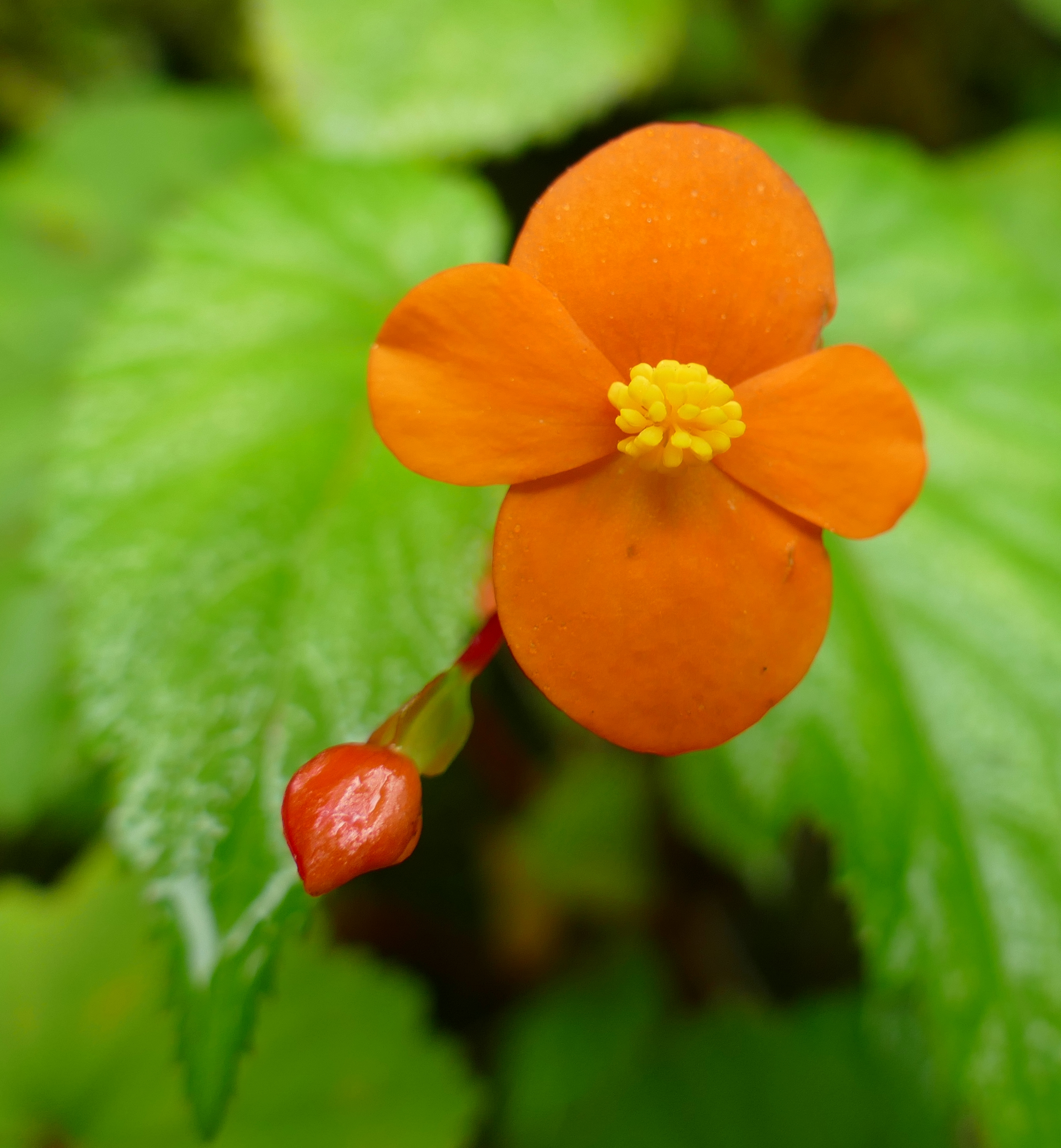
Begonia sutherlandii

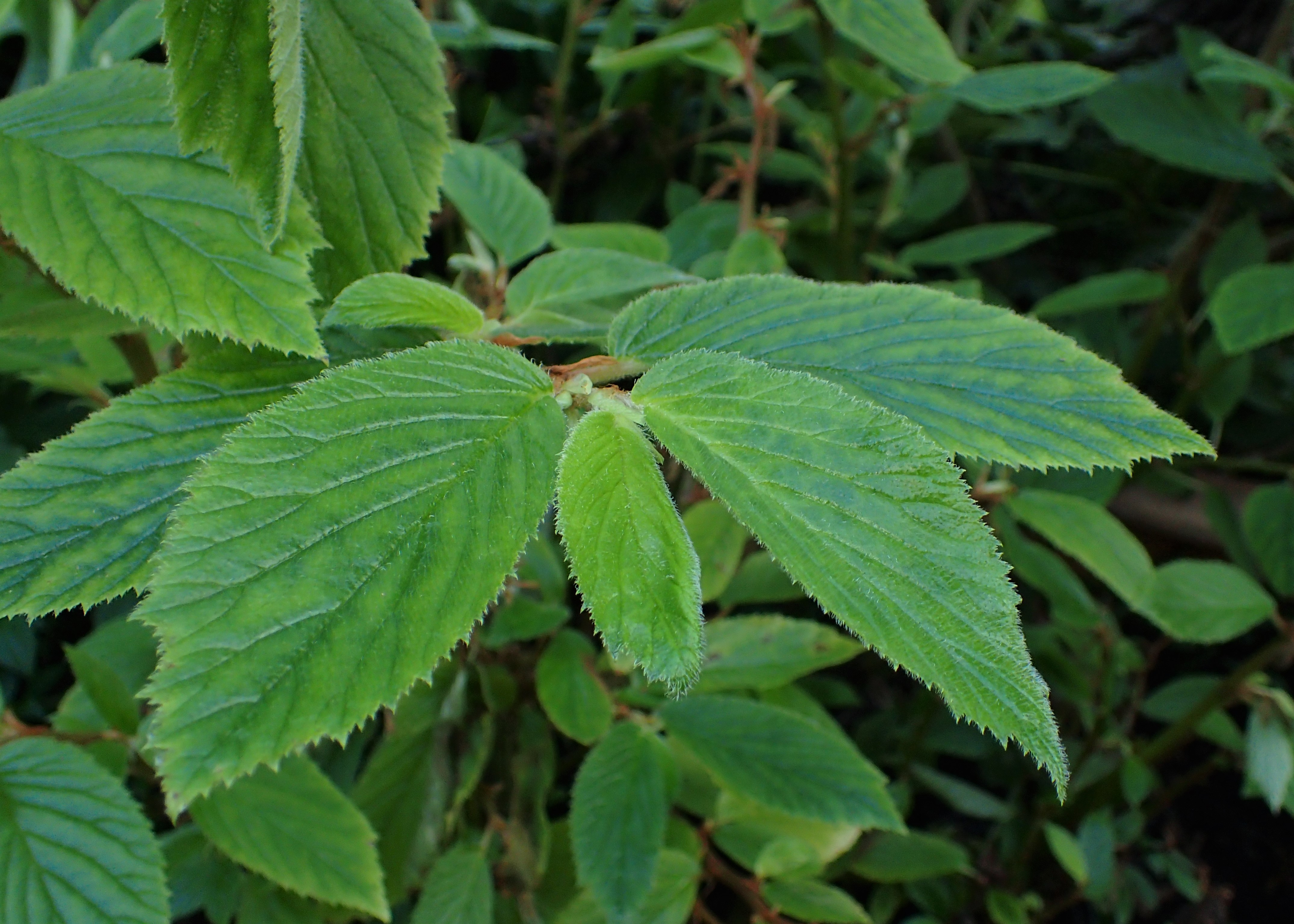
Begonia ulmifolia

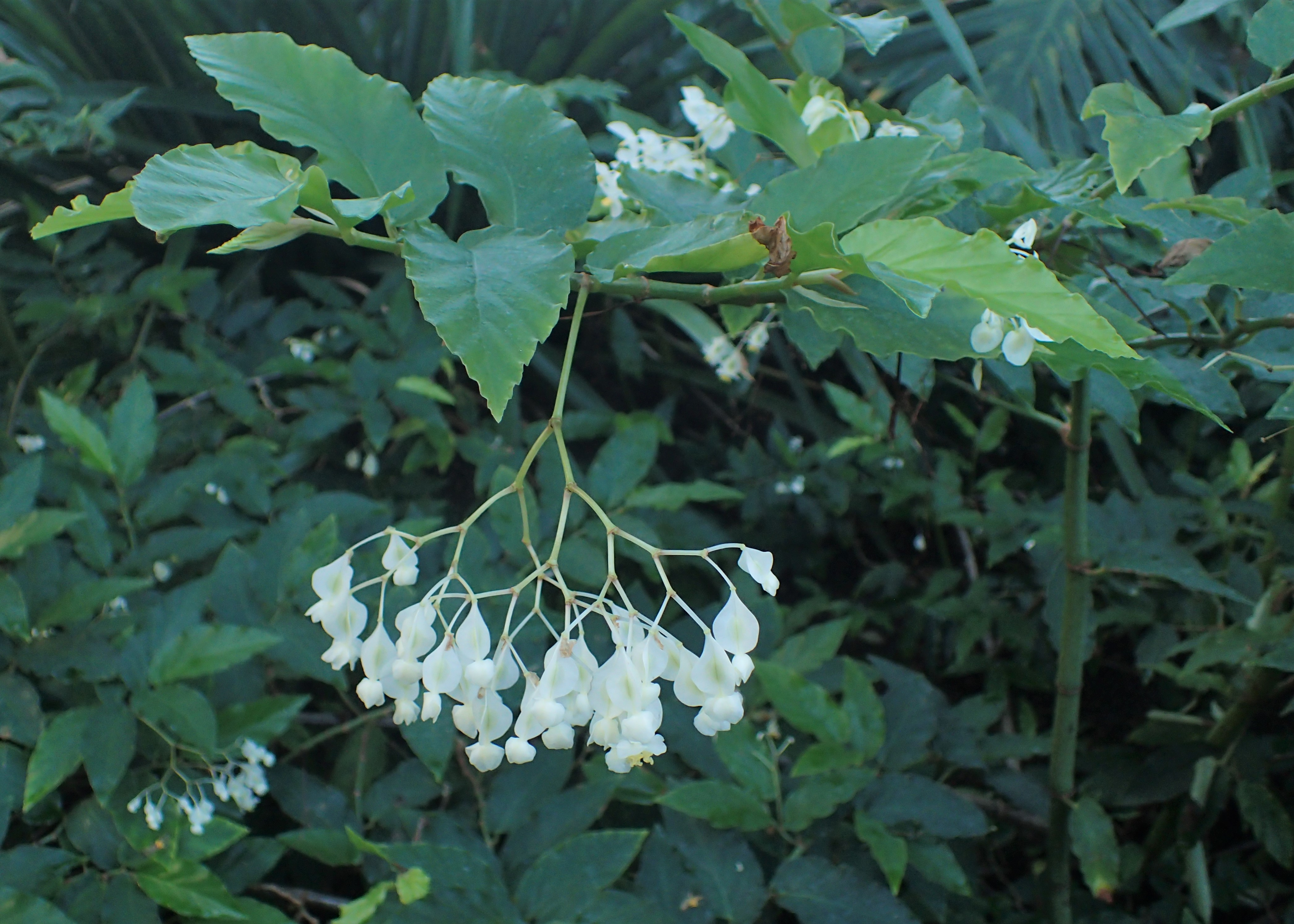
Begonia undulata

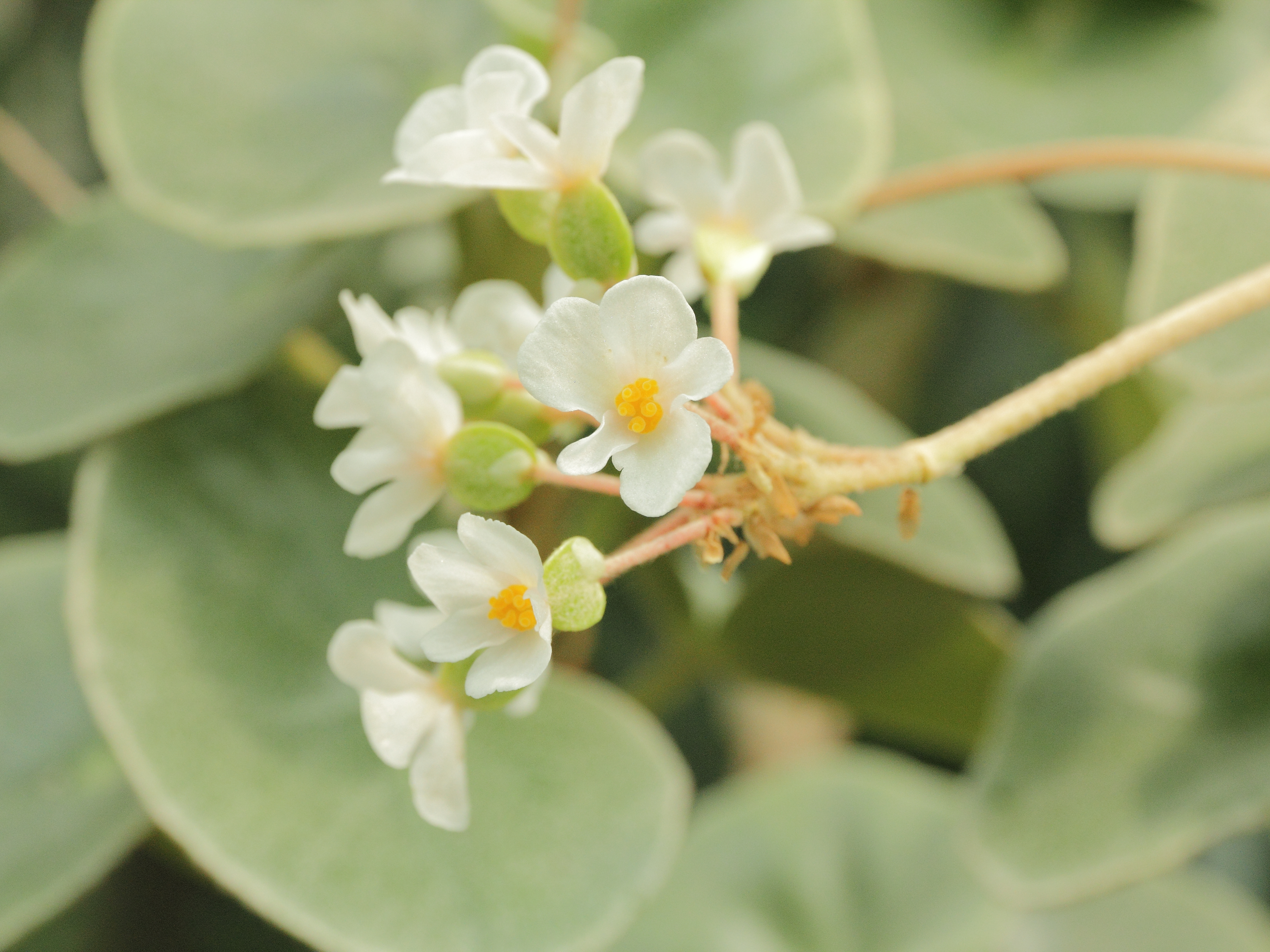
Begonia venosa

- Begonia acida Vell. – begonia kwaśna[2]
- Begonia acidulenta S.Julia & Kiew
- Begonia aconitifolia A.DC.
- Begonia acuminatissima Merr.
- Begonia acutifolia Jacq.
- Begonia acutiloba Liebm.
- Begonia acutis Y.M.Shui, W.H.Chen & H.Q.Nguyen
- Begonia acutitepala K.Y.Guan & D.K.Tian
- Begonia adamsensis Magtoto & Rubite
- Begonia addrinii S.Julia & Kiew
- Begonia adenodes Irmsch.
- Begonia adenopoda Lem.
- Begonia adenostegia Stapf
- Begonia adliniana Rimi
- Begonia admirabilis Brade
- Begonia adpressa Sosef
- Begonia adscendens C.B.Clarke
- Begonia aenea Linden & André
- Begonia aequata A.Gray
- Begonia aequatoguineensis Sosef & Nguema
- Begonia aequatorialis L.B.Sm. & B.G.Schub.
- Begonia aequilateralis Irmsch.
- Begonia aeranthos L.B.Sm. & B.G.Schub.
- Begonia affinis Merr.
- Begonia afromigrata J.J.de Wilde
- Begonia aggeloptera N.Hallé
- Begonia aguabuenensis Burt-Utley & Utley
- Begonia aguiabrancensis L.Kollmann
- Begonia aguilarii Jara & Zabala
- Begonia agusanensis Merr.
- Begonia aiensis C.W.Lin & C.I Peng
- Begonia aketajawensis Ardi & D.C.Thomas
- Begonia alabensis Kiew
- Begonia alba Merr.
- Begonia albidula Brade
- Begonia albobracteata Ridl.
- Begonia albococcinea Hook.
- Begonia albomaculata C.DC.
- Begonia × albopicta W.Bull – begonia białonakrapiana[2]
- Begonia albopunctata Y.M.Shui, W.H.Chen & H.Q.Nguyen
- Begonia alcarrasica J.Sierra
- Begonia alchemilloides A.DC.
- Begonia algaia L.B.Sm. & Wassh.
- Begonia alice-clarkae Ziesenh.
- Begonia alicida C.B.Clarke
- Begonia almedana Burt-Utley & Utley
- Begonia alnifolia A.DC.
- Begonia alpina L.B.Sm. & Wassh.
- Begonia alta Aver.
- Begonia altamiroi Brade
- Begonia altissima Ridl.
- Begonia altoperuviana A.DC.
- Begonia alvarezii Merr.
- Begonia alveolata T.T.Yu
- Begonia × amabilis Linden
- Begonia amidalae C.W.Lin & C.I Peng
- Begonia amoeboides Moonlight
- Begonia amphioxus Sands
- Begonia ampla Hook.f.
- Begonia anaimalaiensis Bedd.
- Begonia andamensis Parish ex C.B.Clarke
- Begonia andersonii Kiew & S.Julia
- Begonia andina Rusby
- Begonia androrangensis Humbert
- Begonia androturba Coyle
- Begonia anemoniflora Irmsch.
- Begonia angilogensis Merr.
- Begonia angolensis Irmsch.
- Begonia angraensis Brade
- Begonia angularis Raddi – begonia kanciasta[2]
- Begonia angulata Vell.
- Begonia angustilimba Merr.
- Begonia angustiloba A.DC.
- Begonia anisoptera Merr.
- Begonia anisosepala Hook.f.
- Begonia anjuanensis Humbert ex Aymonin & Bosser
- Begonia ankaranensis Humbert ex Aymonin & Bosser
- Begonia annobonensis A.DC.
- Begonia annulata K.Koch
- Begonia anodifolia A.DC.
- Begonia anserina C.W.Lin & C.I Peng
- Begonia antaisaka Humbert
- Begonia anthonyi Kiew
- Begonia antongilensis Humbert
- Begonia × antonietae Brade
- Begonia antsingyensis Humbert ex Aymonin & Bosser
- Begonia antsiranensis Aymonin & Bosser
- Begonia apayaoensis Merr.
- Begonia apiensis Kiew & S.Julia
- Begonia apparicioi Brade
- Begonia aptera Blume
- Begonia arachnoidea C.I Peng, Yan Liu & S.M.Ku
- Begonia arauensis M.Hughes
- Begonia arborescens Raddi
- Begonia archboldiana Merr. & L.M.Perry
- Begonia areolata Miq.
- Begonia arfakensis (Gibbs) L.L.Forrest & Hollingsw.
- Begonia argentea Linden
- Begonia argenteomarginata Tebbitt
- Begonia argentii Kiew & S.Julia
- Begonia aridicaulis Ziesenh.
- Begonia armykapii S.Julia & C.Y.Ling
- Begonia arnottiana (Wight) A.DC.
- Begonia arrogans Irmsch.
- Begonia articulata Irmsch.
- Begonia artior Irmsch.
- Begonia asaroensis J.N.Gagul
- Begonia asperifolia Irmsch.
- Begonia aspleniifolia Hook.f. ex A.DC.
- Begonia assurgens Irmsch. ex Weberling
- Begonia asteroides L.B.Sm. & B.G.Schub.
- Begonia asteropyrifolia Y.M.Shui & W.H.Chen
- Begonia atricha (Miq.) Miq. ex A.DC.
- Begonia atroglandulosa Sosef
- Begonia augustae Irmsch.
- Begonia augustinei Hemsl.
- Begonia aurantiiflora C.I Peng, Yan Liu & S.M.Ku
- Begonia auriculata Hook.f.
- Begonia auritistipula Y.M.Shui & W.H.Chen
- Begonia austroguangxiensis  Y.M.Shui & W.H.Chen
- Begonia austrotaiwanensis Y.K.Chen & C.I.Peng
- Begonia austrovietnamica C.I Peng, C.W.Lin, D.D.Nguyen & N.D.Truong
- Begonia awongii Sands
- Begonia axillaris Ridl.
- Begonia axillipara Ridl.
- Begonia azuensis Urb. & Ekman
- Begonia babeana Aver. & H.Q.Nguyen
- Begonia baccata Hook.f.
- Begonia bachmaensis Y.M.Shui & T.T.D.Pham
- Begonia bachulkarii Aitawade, Kattuk. & S.R.Yadav
- Begonia bagotiana Humbert ex Aymonin & Bosser
- Begonia bahakensis Sands
- Begonia bahiensis A.DC.
- Begonia baik C.W.Lin & C.I Peng
- Begonia baikoides S.Julia & C.Y.Ling
- Begonia bakunensis S.Julia
- Begonia balangcodiae Rubite, S.H.Liu & K.F.Chung
- Begonia balansae C.DC.
- Begonia balansana Gagnep.
- Begonia balgooyi D.C.Thomas & Ardi
- Begonia baliensis Girm.
- Begonia balmisiana Balmis
- Begonia bamaensis Yan Liu & C.I Peng
- Begonia bambusetorum H.Q.Nguyen, Y.M.Shui & W.H.Chen
- Begonia banaoensis J.Sierra
- Begonia bangii Kuntze
- Begonia barahonensis (O.E.Schulz) Urb.
- Begonia baramensis Merr.
- Begonia barbellata Ridl.
- Begonia barkeri Knowles & Westc.
- Begonia barkleyana L.B.Sm.
- Begonia baronii Baker
- Begonia barrigae L.B.Sm. & B.G.Schub.
- Begonia bartlettiana Merr. & L.M.Perry
- Begonia basintaliana Rimi
- Begonia bataiensis Kiew
- Begonia baturongensis Kiew
- Begonia baumannii Lemoine ex Wittm.
- Begonia baviensis Gagnep.
- Begonia bayae S.Julia & Kiew
- Begonia beccariana Ridl.
- Begonia beddomei Hook.f.
- Begonia bekopakensis Aymonin & Bosser
- Begonia belagaensis S.Julia
- Begonia bella Phutthai
- Begonia beludruvenea M.Hughes
- Begonia benaratensis S.Julia
- Begonia bengohensis S.Julia
- Begonia bequaertii Robyns & Lawalrée
- Begonia berhamanii Kiew
- Begonia bernadusii Guanih
- Begonia bernicei Aymard & G.A.Romero
- Begonia bernieri A.DC.
- Begonia beryllae Ridl.
- Begonia besleriifolia Schott
- Begonia betsimisaraka Humbert
- Begonia bettinae Ziesenh.
- Begonia bidentata Raddi
- Begonia biflora T.C.Ku
- Begonia bifolia Ridl.
- Begonia bifurcata L.B.Sm. & B.G.Schub.
- Begonia biguassuensis Brade
- Begonia biliranensis Merr.
- Begonia bimaensis Undaharta & Ardaka
- Begonia bintang Rimi
- Begonia binuangensis Merr.
- Begonia bipinnatifida J.J.Sm.
- Begonia biserrata Lindl.
- Begonia bissei J.Sierra
- Begonia blancii M.Hughes & C.I Peng
- Begonia bogneri Ziesenh.
- Begonia boisiana Gagnep.
- Begonia boissieri A.DC.
- Begonia boiviniana A.DC.
- Begonia boliviensis A.DC. – begonia boliwijska[3]
- Begonia bolleana Urb. & Ekman
- Begonia bonii Gagnep.
- Begonia bonitoensis Brade
- Begonia bonthainensis Hemsl.
- Begonia bonus-henricus J.J.de Wilde
- Begonia boqueronensis Burt-Utley & Utley
- Begonia boraceiensis Handro
- Begonia boreoharlingii Moonlight & Tebbitt
- Begonia borneensis A.DC.
- Begonia bosseri Keraudren
- Begonia bosuangiana S.Julia
- Begonia botryoides Moonlight & Tebbitt
- Begonia boucheana (Klotzsch) A.DC.
- Begonia bouffordii C.I Peng
- Begonia bowerae Ziesenh. – begonia Bowera[2]
- Begonia brachybotrys Merr. & L.M.Perry
- Begonia brachyclada Urb. & Ekman
- Begonia brachypoda O.E.Schulz
- Begonia bracteata Jack
- Begonia bracteosa A.DC.
- Begonia bradei Irmsch.
- Begonia brandbygeana L.B.Sm. & Wassh.
- Begonia brandisiana Kurz
- Begonia brangbosangensis Girm.
- Begonia brassii Merr. & L.M.Perry
- Begonia breedlovei Burt-Utley
- Begonia brevibracteata Kupicha
- Begonia brevicaulis A.DC.
- Begonia brevicordata L.B.Sm. & B.G.Schub.
- Begonia brevilobata Irmsch.
- Begonia brevipedunculata Y.M.Shui
- Begonia brevipes Merr.
- Begonia brevipetala (A.DC.) Warb.
- Begonia brevirimosa Irmsch.
- Begonia × breviscapa C.I Peng, Yan Liu & S.M.Ku
- Begonia brevisetulosa C.Y.Wu
- Begonia bridgesii A.DC.
- Begonia bruneiana Sands
- Begonia buchtienii Irmsch.
- Begonia buddleiifolia A.DC.
- Begonia bufoderma L.B.Sm. & Wassh.
- Begonia × buimontana Yamam.
- Begonia bulbillifera Link & Otto
- Begonia bullata Urb. & Ekman
- Begonia bullatifolia L.Kollmann
- Begonia burbidgei Stapf
- Begonia burkillii Dunn
- Begonia burmensis L.B.Sm. & Wassh.
- Begonia burttii Kiew & S.Julia
- Begonia buseyi Burt-Utley
- Begonia cacauicola L.B.Sm. ex S.F.Sm. & Wassh.
- Begonia caespitosa Jack
- Begonia calcarea Ridl.
- Begonia calcicola Merr.
- Begonia calciphila C.I Peng
- Begonia calderonii Standl.
- Begonia calliantha Merr. & L.M.Perry
- Begonia callistemon Tebbitt & P.R.Stevenson
- Begonia callosa L.Kollmann
- Begonia calvescens (Brade ex L.B.Sm. & R.C.Sm.) E.L.Jacques & Mamede
- Begonia calzadae Burt-Utley & Utley
- Begonia campanensis Burt-Utley & Utley
- Begonia camposportoana Brade
- Begonia canarana Miq.
- Begonia candollei Ziesenh.
- Begonia caobangensis C.I Peng & C.W.Lin
- Begonia capanemae Brade
- Begonia caparaoensis E.L.Jacques & L.Kollmann
- Begonia capensis L.f.
- Begonia capillipes Gilg
- Begonia capituliformis Irmsch.
- Begonia caraguatatubensis Brade
- Begonia cardiocarpa Liebm.
- Begonia cariocana Brade ex L.B.Sm. & Wassh.
- Begonia carletonii Standl.
- Begonia carnosa (Teijsm. & Binn.) Teijsm. & Binn.
- Begonia carnosula Ridl.
- Begonia carolineifolia Regel – begonia karolińska[2]
- Begonia carpinifolia Liebm.
- Begonia carrieae Ziesenh.
- Begonia casiguranensis Quisumb. & Merr.
- Begonia castaneifolia Otto & A.Dietr.
- Begonia castilloi Merr.
- Begonia catharinensis Brade
- Begonia cathayana Hemsl.
- Begonia cathcartii Hook.f. & Thomson
- Begonia caudata Merr.
- Begonia cauliflora Sands
- Begonia cavaleriei H.Lév.
- Begonia cavallyensis A.Chev.
- Begonia cavum Ziesenh.
- Begonia cebadillensis Houghton ex L.B.Sm. & B.G.Schub.
- Begonia cehengensis T.C.Ku
- Begonia celata S.Julia & Kiew
- Begonia celebica Irmsch.
- Begonia cerasiphylla L.B.Sm. & Wassh.
- Begonia ceratocarpa S.H.Huang & Y.M.Shui
- Begonia chaetocarpa Kuntze
- Begonia chaiana Kiew & S.Julia
- Begonia chakensis S.Julia & C.Y.Ling
- Begonia chambersiae W.N.Takeuchi
- Begonia charlesjarosiana L.Kollmann
- Begonia × cheimantha Everett ex J.G.C.Weber – begonia Gloire de Lorraine[4]
- Begonia chemillenensis Moonlight
- Begonia chiapensis Burt-Utley
- Begonia chiasmogyna M.Hughes
- Begonia chingii Irmsch.
- Begonia chingipengii Rubite
- Begonia chishuiensis T.C.Ku
- Begonia chitoensis Tang S.Liu & M.J.Lai
- Begonia chivatoa Ziesenh.
- Begonia chlorandra Sands
- Begonia chlorocarpa Irmsch. ex Sands
- Begonia chlorolepis L.B.Sm. & B.G.Schub.
- Begonia chloroneura P.Wilkie & Sands
- Begonia chlorosticta Sands
- Begonia chongii Sands
- Begonia chongzuoensis Yan Liu, S.M.Ku & C.I Peng
- Begonia chrysantha Tebbitt
- Begonia × chungii C.I Peng & S.M.Ku
- Begonia chuyunshanensis C.I Peng & Y.K.Chen
- Begonia ciliatifolia Funez & J.C.Jaramillo
- Begonia ciliifera Merr.
- Begonia ciliobracteata Warb.
- Begonia cincinnifera Irmsch.
- Begonia cinnabarina Hook.
- Begonia circularis C.I Peng & C.W.Lin
- Begonia circumlobata Hance
- Begonia cirrosa L.B.Sm. & Wassh.
- Begonia cladocarpoides Humbert ex Aymonin & Bosser
- Begonia cladotricha M.Hughes
- Begonia clarkei Hook.f.
- Begonia clavicaulis Irmsch.
- Begonia clemensiae Merr. & L.M.Perry
- Begonia cleopatrae Coyle
- Begonia clypeifolia Hook.f.
- Begonia coccinea Hook. – begonia szkarłatna[2]
- Begonia coelocentroides Y.M.Shui & Z.D.Wei
- Begonia cognata Irmsch.
- Begonia collaris Brade
- Begonia collisiae Merr.
- Begonia colombiana L.B.Sm. & B.G.Schub.
- Begonia colorata Warb.
- Begonia comata Kuntze
- Begonia comestibilis D.C.Thomas & Ardi
- Begonia comorensis Warb.
- Begonia compacta S.Julia & Kiew
- Begonia concanensis A.DC.
- Begonia conchifolia A.Dietr.
- Begonia concinna Schott
- Begonia confinis L.B.Sm. & Wassh.
- Begonia confusa L.B.Sm. & B.G.Schub.
- Begonia congesta Ridl.
- Begonia conipila Irmsch. ex Kiew
- Begonia conniegeriae S.Julia & Kiew
- Begonia consanguinea Merr.
- Begonia consobrina Irmsch.
- Begonia contracta Warb.
- Begonia convallariodora C.DC.
- Begonia convolvulacea (Klotzsch) A.DC. – begonia powojowata[2]
- Begonia cooperi C.DC.
- Begonia copelandii Merr.
- Begonia copeyana C.DC.
- Begonia coptidifolia H.G.Ye, F.G.Wang, Y.S.Ye & C.I Peng
- Begonia coptidimontana C.Y.Wu
- Begonia cordata Vell.
- Begonia cordifolia (Wight) Thwaites
- Begonia coriacea Hassk.
- Begonia corneri Kiew
- Begonia cornitepala Irmsch.
- Begonia cornuta L.B.Sm. & B.G.Schub.
- Begonia coronensis Merr.
- Begonia corredorana C.DC.
- Begonia corrugata Kiew & S.Julia
- Begonia corzoensis Ziesenh.
- Begonia coursii Humbert ex Aymonin
- Begonia cowellii Nash
- Begonia crassa S.Julia & Kiew
- Begonia crassicaulis Lindl.
- Begonia crassula Aver.
- Begonia crateris Exell
- Begonia × credneri F.Haage & E.Schmidt – begonia Crednera[2]
- Begonia cremnophila Tebbitt
- Begonia crenata Dryand.
- Begonia crispipila Elmer
- Begonia crispula Brade
- Begonia cristobalensis Ziesenh.
- Begonia croatii Burt-Utley
- Begonia crocea C.I Peng
- Begonia crockerensis Rimi
- Begonia cruentospirituna C.W.Lin
- Begonia cryptocarpa L.B.Sm. & B.G.Schub.
- Begonia crystallina Y.M.Shui & W.H.Chen
- Begonia cuatrecasasiana L.B.Sm. & B.G.Schub.
- Begonia cubensis Hassk.
- Begonia cucphuongensis H.Q.Nguyen & Tebbitt
- Begonia cucullata Willd. – begonia kapturkowata[2]
- Begonia cucurbitifolia C.Y.Wu
- Begonia cuernavacensis Ziesenh.
- Begonia culasiensis C.I Peng, Rubite, C.W.Lin & K.F.Chung
- Begonia cumingiana (Klotzsch) A.DC.
- Begonia cumingii A.Gray
- Begonia cuneatifolia Irmsch.
- Begonia cupreata Henriq.
- Begonia curtii L.B.Sm. & B.G.Schub.
- Begonia curtisii Ridl.
- Begonia curvicarpa S.M.Ku, C.I Peng & Yan Liu
- Begonia curvifolia Ardi
- Begonia cyanescens Sands
- Begonia cyathophora Poepp. & Endl.
- Begonia cylindrata L.B.Sm. & B.G.Schub.
- Begonia cylindrica D.R.Liang & X.X.Chen
- Begonia cymbalifera L.B.Sm. & B.G.Schub.
- Begonia danumensis Chong
- Begonia danxiaensis D.K.Tian & X.L.Yu
- Begonia darthvaderiana C.W.Lin & C.I Peng
- Begonia dasycaulis Kiew & C.Y.Ling
- Begonia davisii Hook.f.
- Begonia daweishanensis S.H.Huang & Y.M.Shui
- Begonia daxinensis T.C.Ku
- Begonia dealbata Liebm.
- Begonia debaoensis C.I Peng, Yan Liu & S.M.Ku
- Begonia decandra Pav. ex A.DC.
- Begonia decaryana Humbert ex Aymonin & Bosser
- Begonia declinata Vell.
- Begonia decora Stapf
- Begonia delicata Gregório & J.A.S.Costa
- Begonia delicatula Parish ex C.B.Clarke
- Begonia demissa Craib
- Begonia densifolia Irmsch.
- Begonia densiretis Irmsch.
- Begonia dentatiloba A.DC.
- Begonia dentatobracteata C.Y.Wu
- Begonia denticulata Kunth
- Begonia depauperata Schott
- Begonia depressinerva Pranada
- Begonia descoleana L.B.Sm. & B.G.Schub.
- Begonia devexa S.Julia & Kiew
- Begonia dewildei Sosef
- Begonia dichotoma Jacq. – begonia bruzdkowana[2]
- Begonia dicressine Wahlsteen
- Begonia didyma D.C.Thomas & Ardi
- Begonia dielsiana E.Pritz.
- Begonia dietrichiana Irmsch.
- Begonia difformis (Irmsch.) W.C.Leong, C.I Peng & K.F.Chung
- Begonia diffusa L.B.Sm. & B.G.Schub.
- Begonia diffusiflora Merr. & L.M.Perry
- Begonia digitata Raddi
- Begonia digyna Irmsch.
- Begonia dimorpha S.Julia
- Begonia dinosauria C.W.Lin & C.I Peng
- Begonia dioica Buch.-Ham. ex D.Don
- Begonia dipetala Graham
- Begonia discrepans Irmsch.
- Begonia discreta Craib
- Begonia divaricata Irmsch.
- Begonia divergens Kiew & S.Julia
- Begonia diversistipulata Irmsch.
- Begonia diwolii Kiew
- Begonia djamuensis Irmsch.
- Begonia dodsonii L.B.Sm. & Wassh.
- Begonia dolichobracteata Girm.
- Begonia dolichocarpa Girm.
- Begonia dolichotricha Merr.
- Begonia doloisii Rimi
- Begonia domingensis A.DC.
- Begonia donkelaariana Lem.
- Begonia dosedlae Gilli
- Begonia dracopelta Ardi
- Begonia dregei Otto & A.Dietr. – begonia Drege'a[2]
- Begonia dressleri Burt-Utley
- Begonia droopiae Ardi
- Begonia droseroides C.I Peng, Rubite & C.W.Lin
- Begonia dryadis Irmsch.
- Begonia duclouxii Gagnep.
- Begonia dugandiana L.B.Sm. & B.G.Schub.
- Begonia duhungensis Girm.
- Begonia duncan-thomasii Sosef
- Begonia dux C.B.Clarke
- Begonia eberhardtii Gagnep.
- Begonia ebolowensis Engl.
- Begonia echinosepala Regel
- Begonia eciliata O.E.Schulz
- Begonia edanoi Merr.
- Begonia edgariana S.Julia & Kiew
- Begonia edmundoi Brade
- Begonia edulis H.Lév.
- Begonia egregia N.E.Br. – begonia osobliwa[2]
- Begonia ehuangzhangensis Q.L.Ding, W.Y.Zhao & W.B.Liao
- Begonia eiromischa Ridl.
- Begonia elachista Moonlight & Tebbitt
- Begonia elaeagnifolia Hook.f.
- Begonia elatostematoides Merr.
- Begonia elatostemma Ridl.
- Begonia elatostemmoides Hook.f.
- Begonia elianeae Gregório & J.A.S.Costa
- Begonia eliassii Warb.
- Begonia elisabethae Kiew
- Begonia elmeri Merr.
- Begonia elnidoensis C.I Peng, Rubite & C.W.Lin
- Begonia emeiensis C.M.Hu
- Begonia eminii Warb.
- Begonia engleri Gilg – begonia Englera[2]
- Begonia epibaterium Mart. ex A.DC.
- Begonia epipsila Brade
- Begonia erecta Vell.
- Begonia erectocarpa H.Q.Nguyen, Y.M.Shui & W.H.Chen
- Begonia erectocaulis Sosef
- Begonia erectotricha Sosef
- Begonia erminea L'Hér.
- Begonia erodiifolia Sands
- Begonia erythrogyna Sands
- Begonia × erythrophylla Hérincq – begonia Buncha[2], b. słoniowe ucho[4]
- Begonia erythrothrix Tebbitt & Moonlight
- Begonia esculenta Merr.
- Begonia espiritosantensis E.L.Jacques & Mamede
- Begonia estrellensis C.DC.
- Begonia euryphylla L.B.Sm. ex S.F.Sm. & Wassh.
- Begonia eutricha Sands
- Begonia everettii Merr.
- Begonia exalata C.DC.
- Begonia exigua Irmsch.
- Begonia exilis O.E.Schulz
- Begonia exposita Phutthai & M.Hughes
- Begonia extensa L.B.Sm. & B.G.Schub.
- Begonia extranea L.B.Sm. & B.G.Schub.
- Begonia fabulosa L.B.Sm. & Wassh.
- Begonia fagifolia Otto & A.Dietr.
- Begonia falcifolia Hook.f.
- Begonia falciloba Liebm.
- Begonia fangii Y.M.Shui & C.I Peng
- Begonia fasciculata Jack
- Begonia fasciculiflora Merr.
- Begonia faustinoi Burt-Utley & Utley
- Begonia felis C.W.Lin & C.I Peng
- Begonia fellereriana Irmsch.
- Begonia fenicis Merr.
- Begonia fernaldiana L.B.Sm. & B.G.Schub.
- Begonia fernandoi-costae Irmsch.
- Begonia ferox C.I Peng & Yan Liu
- Begonia ferramica N.Hallé
- Begonia ferruginea L.f.
- Begonia festiva Craib
- Begonia fibrosa C.B.Clarke
- Begonia fiebrigii C.DC.
- Begonia filibracteosa Irmsch.
- Begonia filiformis Irmsch.
- Begonia fimbriata Liebm.
- Begonia fimbribracteata Y.M.Shui & W.H.Chen
- Begonia fimbristipula Hance
- Begonia fischeri Schrank
- Begonia fissistyla Irmsch.
- Begonia flacca Irmsch.
- Begonia flaccidissima Kurz
- Begonia flagellaris H.Hara
- Begonia flammea Rimi
- Begonia flaviflora H.Hara
- Begonia flavovirens Kiew & S.Julia
- Begonia flexicaulis Ridl.
- Begonia flexula Ridl.
- Begonia floccifera Bedd.
- Begonia fluminensis Brade
- Begonia fluvialis M.Hughes
- Begonia foliosa Kunth – begonia liściasta[2]
- Begonia forbesii King
- Begonia fordii Irmsch.
- Begonia forgetiana Hemsl.
- Begonia formosana (Hayata) Masam.
- Begonia formosissima Sandwith
- Begonia forrestii Irmsch.
- Begonia fortunensis Burt-Utley & Utley
- Begonia foveolata Irmsch.
- Begonia foxworthyi Burkill ex Ridl.
- Begonia fractiflexa S.Julia & Kiew
- Begonia fragae L.Kollmann & Peixoto
- Begonia francisiae Ziesenh.
- Begonia francoisii Guillaumin
- Begonia fraseri Kiew
- Begonia friburgensis Brade
- Begonia froebelii A.DC.
- Begonia fruticella Ridl.
- Begonia fruticosa (Klotzsch) A.DC.
- Begonia fuchsiiflora (A.DC.) A.I.Baranov & F.A.Barkley
- Begonia fuchsioides Hook. – begonia fuchsjowata[3][2]
- Begonia fulgurata C.I Peng, C.W.Lin & Phutthai
- Begonia fulvosetulosa Brade
- Begonia fulvovillosa Warb.
- Begonia furfuracea Hook.f.
- Begonia fusca Liebm.
- Begonia fuscisetosa Sands
- Begonia fuscocaulis Brade
- Begonia fusialata Warb.
- Begonia fusibulba C.DC.
- Begonia fusicarpa Irmsch.
- Begonia gabaldonensis Rubite, C.I Peng & C.W.Lin
- Begonia gabonensis J.J.de Wilde
- Begonia gagnepainiana Irmsch.
- Begonia galaxia C.W.Lin
- Begonia galeolepis Ardi & D.C.Thomas
- Begonia gambutensis Ardi & D.C.Thomas
- Begonia gamolepis L.B.Sm. & B.G.Schub.
- Begonia garagarana C.DC.
- Begonia gardneri A.DC.
- Begonia garrettii Craib
- Begonia garuvae L.B.Sm. & R.C.Sm.
- Begonia gehrtii Irmsch.
- Begonia gelasensis Rimi & Kinahim
- Begonia gemella Warb. ex L.B.Sm. & Wassh.
- Begonia geminiflora L.B.Sm. & Wassh.
- Begonia gemmipara Hook.f. & Thomson
- Begonia gentilii De Wild.
- Begonia gentryi Burt-Utley & Utley
- Begonia geoffrayi Gagnep.
- Begonia georgei Coyle
- Begonia geraniifolia Hook.
- Begonia geranioides Hook.f.
- Begonia germaineana Tebbitt
- Begonia gesneriifolia Aver.
- Begonia gesnerioides L.B.Sm. & B.G.Schub.
- Begonia gibbsiae Irmsch. ex Sands
- Begonia gigabracteata Hong Z.Li & H.Ma
- Begonia gilgiana Irmsch.
- Begonia gironellae C.I Peng, Rubite & C.W.Lin
- Begonia gitingensis Elmer
- Begonia glaberrima Urb. & Ekman
- Begonia glabra Aubl. – begonia gładka[2]
- Begonia glabricaulis Irmsch.
- Begonia glandulifera Griseb.
- Begonia glandulosa A.DC. ex Hook.
- Begonia glauca (Klotzsch) Ruiz & Pav. ex A.DC.
- Begonia glaucoides Irmsch.
- Begonia glechomifolia C.M.Hu
- Begonia goegoensis N.E.Br.
- Begonia goldingiana L.Kollmann & A.P.Fontana
- Begonia gomantongensis Kiew
- Begonia goniotis C.B.Clarke
- Begonia gorgonea Tebbitt
- Begonia gossweileri Irmsch.
- Begonia goudotii A.DC.
- Begonia gracilicyma Irmsch. ex M.Hughes
- Begonia gracilioides Burt-Utley & Utley
- Begonia gracilior Burt-Utley & McVaugh
- Begonia gracilipes Merr.
- Begonia gracilis Kunth
- Begonia grandis Dryand.
- Begonia grantiana Craib
- Begonia griffithiana (A.DC.) Warb.
- Begonia grisea A.DC.
- Begonia groenewegensis K.Koch & Fintelm.
- Begonia guaduensis Kunth
- Begonia guangxiensis C.Y.Wu
- Begonia guaniana H.Ma & Hong Z.Li
- Begonia guatemalensis Van Houtte ex Galeotti
- Begonia gueritziana Gibbs
- Begonia guishanensis S.H.Huang & Y.M.Shui
- Begonia gulinqingensis S.H.Huang & Y.M.Shui
- Begonia gulongshanensis Y.M.Shui & W.H.Chen
- Begonia gungshanensis C.Y.Wu
- Begonia gunnerifolia Linden & André
- Begonia gusilii Rimi
- Begonia gutierrezii Coyle
- Begonia guttapila D.C.Thomas & Ardi
- Begonia haageana W.Watson
- Begonia hahiepiana H.Q.Nguyen & Tebbitt
- Begonia hainanensis Chun & F.Chun
- Begonia halabanensis M.Hughes
- Begonia halconensis Merr.
- Begonia handelii Irmsch.
- Begonia handibadaganathensis Aitawade, Bachulkar & S.R.Yadav
- Begonia handroi Brade
- Begonia harauensis Girm.
- Begonia harlingii L.B.Sm. & Wassh.
- Begonia harmandii Gagnep.
- Begonia hasskarliana (Miq.) Miq. ex A.DC.
- Begonia hassleri C.DC.
- Begonia hatacoa Buch.-Ham. ex D.Don
- Begonia havilandii Ridl.
- Begonia hayamiana Nob.Tanaka
- Begonia hekensis D.C.Thomas
- Begonia hekouensis S.H.Huang
- Begonia heliantha Tebbitt
- Begonia heliostrophe Kiew
- Begonia hemsleyana Hook.f.
- Begonia henrilaportei Scherber. & Duruiss.
- Begonia henryi Hemsl.
- Begonia heracleifolia Schltdl. & Cham. – begonia barszczolistna[2]
- Begonia herbacea Vell.
- Begonia heringeri Brade
- Begonia hernandioides Merr.
- Begonia herrerae L.B.Sm. & B.G.Schub.
- Begonia herteri Irmsch.
- Begonia herveyana King
- Begonia heterochroma Sosef
- Begonia heteroclinis Miq. ex Koord.
- Begonia heteropoda Baker
- Begonia hexandra Irmsch.
- Begonia hexaptera Sands
- Begonia heydei C.DC.
- Begonia hidirii Tawan, Ipor & Meekiong
- Begonia × hiemalis Fotsch – begonia zimowa[4]
- Begonia hilariana A.DC.
- Begonia hinnamnoensis Souvann. & Lanors.
- Begonia hintoniana L.B.Sm. & B.G.Schub.
- Begonia hirsuta Aubl.
- Begonia hirsuticarpa C.W.Lin & C.I Peng
- Begonia hirsuticaulis Irmsch.
- Begonia hirsutula Hook.f.
- Begonia hirta (Klotzsch) L.B.Sm. & B.G.Schub.
- Begonia hirtella Link
- Begonia hirtitepala S.Julia & Kiew
- Begonia hispida Schott ex A.DC.
- Begonia hispidissima Zipp. ex Koord.
- Begonia hispidivillosa Ziesenh.
- Begonia hitchcockii Irmsch.
- Begonia hoehneana Irmsch.
- Begonia hohuanensis S.S.Ying
- Begonia holmnielseniana L.B.Sm. & Wassh.
- Begonia holosericea (Teijsm. & Binn.) Teijsm. & Binn.
- Begonia holosericeoides Ardi & D.C.Thomas
- Begonia holtonis A.DC.
- Begonia holttumii Irmsch.
- Begonia homonyma Steud.
- Begonia hondurensis Burt-Utley & Utley
- Begonia hongkongensis F.W.Xing
- Begonia hookeriana Gardner
- Begonia hooveriana Wiriad.
- Begonia horsfieldii (Miq.) Miq. ex A.DC.
- Begonia horticola Irmsch.
- Begonia hosensis C.W.Lin & C.I Peng
- Begonia howii Merr. & Chun
- Begonia huangii Y.M.Shui & W.H.Chen
- Begonia hubertii Ziesenh.
- Begonia huegelii (Klotzsch) A.DC.
- Begonia hughesii Rubite & C.I Peng
- Begonia hullettii Ridl.
- Begonia humbertii Keraudren
- Begonia humboldtiana Gibbs
- Begonia humericola Sands
- Begonia humilicaulis Irmsch.
- Begonia humilis Aiton – begonia niska[2]
- Begonia humillima L.B.Sm. & Wassh.
- Begonia hydrocotylifolia Otto ex Hook. – begonia wąkrotolistna[2]
- Begonia hydrophylloides L.B.Sm. & B.G.Schub.
- Begonia hymenocarpa C.Y.Wu
- Begonia hymenophylla Gagnep.
- Begonia hymenophylloides Kingdon-Ward ex L.B.Sm. & Wassh.
- Begonia ibitiocensis E.L.Jacques & Mamede
- Begonia ignea (Klotzsch) Warsz. ex A.DC.
- Begonia ignita C.W.Lin & C.I Peng
- Begonia ignorata Irmsch.
- Begonia imbricata Sands
- Begonia imitans Irmsch.
- Begonia imperfecta Irmsch.
- Begonia imperialis Lem.
- Begonia incarnata Link & Otto – begonia metaliczna[3][2]
- Begonia incerta Craib
- Begonia incisa A.DC.
- Begonia incisoserrata (Klotzsch) A.DC.
- Begonia incompta Kiew
- Begonia incondita Craib
- Begonia inconspicua Brade
- Begonia incudiformicarpa Ardi & D.C.Thomas
- Begonia inculta Irmsch.
- Begonia inggitiae Ardi & Girm.
- Begonia inobongensis Kiew
- Begonia inopinata Guanih
- Begonia inostegia Stapf
- Begonia inostegioides Chong
- Begonia insueta D.C.Thomas & Ardi
- Begonia insularis Brade
- Begonia insularum Irmsch.
- Begonia integerrima Spreng.
- Begonia integrifolia Dalzell
- Begonia inversa Irmsch.
- Begonia involucrata Liebm.
- Begonia ionophylla Irmsch.
- Begonia iridescens Dunn
- Begonia iridifolia C.W.Lin & C.I Peng
- Begonia irmscheri L.B.Sm. & B.G.Schub.
- Begonia isabelensis Quisumb. & Merr.
- Begonia isalensis Humbert ex Aymonin & Bosser
- Begonia iskandariana Ardi & D.C.Thomas
- Begonia isoptera Dryand. ex Sm.
- Begonia isopterocarpa Irmsch.
- Begonia isopteroidea King
- Begonia itaguassuensis Brade
- Begonia itaipeensis E.L.Jacques
- Begonia itatiaiensis Brade
- Begonia itatinensis Irmsch. ex Brade
- Begonia itingae E.L.Jacques
- Begonia itupavensis Brade
- Begonia iucunda Irmsch.
- Begonia jackiana M.Hughes
- Begonia jagorii Warb.
- Begonia jaguarensis L.Kollmann, R.S.Lopes & Peixoto
- Begonia jaliscana Burt-Utley
- Begonia jamaicensis A.DC.
- Begonia jamilahana Y.W.Low, Joffre & Ariffin
- Begonia jamilahanuana S.Julia
- Begonia jamiliana Rimi
- Begonia jaranpusangensis Girm.
- Begonia jarmilae Halda
- Begonia jayaensis Kiew
- Begonia jenginensis S.Julia & Kiew
- Begonia jenmanii Tutin
- Begonia jiewhoei Kiew
- Begonia jingxiensis D.Fang & Y.G.Wei
- Begonia jinyunensis C.I Peng, Bo Ding & Qian Wang
- Begonia jocelinoi Brade
- Begonia joffrei S.Julia
- Begonia johariana S.Julia & C.Y.Ling
- Begonia johnstonii Oliv. ex Hook.f.
- Begonia johntanii Ardi & D.C.Thomas
- Begonia jokwaniana C.Y.Ling & S.Julia
- Begonia josephi A.DC.
- Begonia jugamensis S.Julia & Kiew
- Begonia julaihiana S.Julia & C.Y.Ling
- Begonia juliana Loefgr. ex Irmsch.
- Begonia juliasangii Kiew
- Begonia juninensis Irmsch.
- Begonia juntasensis Kuntze
- Begonia jureiensis S.J.Gomes da Silva & Mamede
- Begonia kachak K.G.Pearce
- Begonia kachinensis Nob.Tanaka
- Begonia kalabenonensis Humbert ex Aymonin & Bosser
- Begonia kalbreyeri (Oliv.) L.B.Sm. & B.G.Schub.
- Begonia kanaensis Kiew & C.Y.Ling
- Begonia kanburiensis Phutthai
- Begonia kaniensis Irmsch.
- Begonia × kapangan Rubite, S.H.Liu & K.F.Chung
- Begonia karangputihensis Girm.
- Begonia karperi J.C.Arends
- Begonia karwinskyana A.DC.
- Begonia kasutensis K.G.Pearce
- Begonia keeana Kiew
- Begonia keithii Kiew
- Begonia kelliana Irmsch.
- Begonia kemiriensis Girm. & M.Hughes
- Begonia kemumuensis M.Hughes
- Begonia kenworthyae Ziesenh.
- Begonia keraudreniae Bosser
- Begonia kerstingii Irmsch.
- Begonia khammouanensis Souvann. & Lamxay
- Begonia khaophanomensis Phutthai & M.Hughes
- Begonia khasiana C.B.Clarke
- Begonia kiamfeei Kiew & S.Julia
- Begonia kibambanganensis Guanih & Chong
- Begonia killipiana L.B.Sm. & B.G.Schub.
- Begonia kinabaluensis Sands
- Begonia kinahimiae Rimi
- Begonia kingdon-wardii Tebbitt
- Begonia kingiana Irmsch.
- Begonia kipandiensis S.Julia
- Begonia kisuluana Büttner
- Begonia klemmei Merr.
- Begonia klossii Ridl.
- Begonia knoopii Ziesenh.
- Begonia koelzii R.Camfield
- Begonia koksunii Kiew
- Begonia komoensis Irmsch.
- Begonia konderreisiana L.B.Sm. & R.C.Sm.
- Begonia koordersii Warb. ex L.B.Sm. & Wassh.
- Begonia korthalsiana Miq. ex M.Hughes
- Begonia kortsiae Ziesenh.
- Begonia krystofii Halda
- Begonia kuchingensis C.W.Lin & C.I Peng
- Begonia kudoensis Girm.
- Begonia kuhlmannii Brade
- Begonia kui C.I Peng
- Begonia kunthiana Walp.
- Begonia kurakura Tawan, Ipor & Meekiong
- Begonia labiensis (Sands) S.Julia
- Begonia labordei H.Lév.
- Begonia laccophora Sands
- Begonia lacera Merr.
- Begonia lacerata Irmsch.
- Begonia lachaoensis Ziesenh.
- Begonia lacunosa Warb.
- Begonia laevis Ridl.
- Begonia lagunensis Elmer
- Begonia lailana Kiew & Geri
- Begonia lambii Kiew
- Begonia lambirensis Kiew & S.Julia
- Begonia laminariae Irmsch.
- Begonia lamolina Moonlight
- Begonia lamriana Rimi
- Begonia lamxayana Souvann.
- Begonia lancangensis S.H.Huang
- Begonia lanceolata Vell.
- Begonia lancifolia Merr.
- Begonia lancilimba Merr.
- Begonia langbianensis Baker f.
- Begonia langenbergiana L.Kollmann
- Begonia langsonensis C.I Peng & C.W.Lin
- Begonia lansatensis Kiew & S.Julia
- Begonia lansbergeae L.Linden & Rodigas
- Begonia lanstyakii Brade
- Begonia lanternaria Irmsch.
- Begonia laporteifolia Warb.
- Begonia larorum L.B.Sm. & Wassh.
- Begonia laruei M.Hughes
- Begonia lasioura D.C.Thomas & Ardi
- Begonia latistipula Merr.
- Begonia lauterbachii Warb.
- Begonia lawii C.W.Lin & C.I Peng
- Begonia laxa L.B.Sm. & B.G.Schub.
- Begonia layang-layang Kiew
- Begonia lazat Kiew & Reza Azmi
- Begonia lealii Brade
- Begonia leandrii Humbert ex Aymonin & Bosser
- Begonia leathermaniae O'Reilly & Kareg.
- Begonia lecongkietii N.S.Lý & M.Hughes
- Begonia ledermannii Irmsch.
- Begonia lehmannii (Irmsch.) L.B.Sm. & B.G.Schub.
- Begonia leipingensis D.K.Tian, Li H.Yang & Chun Li
- Begonia leivae J.Sierra
- Begonia lempuyangensis Girm.
- Begonia lemurica Keraudren
- Begonia lengguanii Kiew
- Begonia leopoldinensis L.Kollmann
- Begonia lepida Blume
- Begonia lepidella Ridl.
- Begonia leprosa Hance
- Begonia leptantha C.B.Rob.
- Begonia leptoptera H.Hara
- Begonia leptostyla Irmsch.
- Begonia letestui J.J.de Wilde
- Begonia letouzeyi Sosef
- Begonia leucochlora Sands
- Begonia leuconeura Urb. & Ekman
- Begonia leucosticta Warb.
- Begonia leucotricha Sands
- Begonia leuserensis M.Hughes
- Begonia libanensis Urb.
- Begonia libera (L.B.Sm. & B.G.Schub.) L.B.Sm. & B.G.Schub.
- Begonia lichenora C.W.Lin & C.I Peng
- Begonia liesneri Burt-Utley & Utley
- Begonia lignescens Morton
- Begonia lilliputana M.Hughes
- Begonia limprichtii Irmsch.
- Begonia linauensis S.Julia
- Begonia lindleyana Walp.
- Begonia lindmanii Brade
- Begonia linearifolia J.Sierra
- Begonia lineolata Brade
- Begonia lingiae S.Julia
- Begonia lipingensis Irmsch.
- Begonia lipolepis L.B.Sm.
- Begonia listada L.B.Sm. & Wassh.
- Begonia lithophila C.Y.Wu
- Begonia littleri Merr.
- Begonia liuyanii C.I Peng, S.M.Ku & W.C.Leong
- Begonia lobbii (Hassk.) A.DC.
- Begonia locii C.I Peng, C.W.Lin & H.Q.Nguyen
- Begonia loheri Merr.
- Begonia lombokensis Girm.
- Begonia lomensis Britton & P.Wilson
- Begonia longanensis C.Y.Wu
- Begonia longgangensis C.I Peng & Yan Liu
- Begonia longialata K.Y.Guan & D.K.Tian
- Begonia longibarbata Brade
- Begonia longibractea Merr.
- Begonia longicarpa K.Y.Guan & D.K.Tian
- Begonia longicaulis Ridl.
- Begonia longifolia Blume
- Begonia longinoda Merr.
- Begonia longipedunculata Golding & Kareg.
- Begonia longipetiolata Gilg
- Begonia longirostris Benth.
- Begonia longiscapa Warb.
- Begonia longiseta Irmsch.
- Begonia longistipula Merr.
- Begonia longistyla Y.M.Shui & W.H.Chen
- Begonia longivillosa A.DC.
- Begonia lopensis Sosef & M.E.Leal
- Begonia lophoptera Rolfe
- Begonia loranthoides Hook.f.
- Begonia lossiae L.Kollmann
- Begonia louis-williamsii Burt-Utley
- Begonia lowiana King
- Begonia ltahensis Girm.
- Begonia lubbersii É.Morren
- Begonia lucidissima Golding & Kareg.
- Begonia lucifuga Irmsch.
- Begonia lucychongiana S.Julia & Kiew
- Begonia ludicra A.DC.
- Begonia ludwigii Irmsch.
- Begonia lugonis L.B.Sm. & Wassh.
- Begonia lugrae Ardhaka & Undaharta
- Begonia lukuana Y.C.Liu & C.H.Ou
- Begonia lunaris E.L.Jacques
- Begonia lunatistyla Irmsch.
- Begonia luochengensis S.M.Ku, C.I Peng & Yan Liu
- Begonia lushaiensis C.E.C.Fisch.
- Begonia lutea L.B.Sm. & B.G.Schub.
- Begonia luteyorum (L.B.Sm. & Wassh.) Jara
- Begonia luxurians Scheidw. – begonia wspaniała[2]
- Begonia luzhaiensis T.C.Ku
- Begonia luzonensis Warb.
- Begonia lyallii A.DC.
- Begonia lyman-smithii Burt-Utley & Utley
- Begonia lyniceorum Burt-Utley
- Begonia macduffieana L.B.Sm. & B.G.Schub.
- Begonia macgregorii Merr.
- Begonia machrisiana L.B.Sm. & B.G.Schub.
- Begonia macintyreana M.Hughes
- Begonia macra A.DC.
- Begonia macrocarpa Warb.
- Begonia macrotis Vis.
- Begonia macrotoma Irmsch.
- Begonia maculata Raddi – begonia plamista, begonia koralowa, b. dwubarwna[2]
- Begonia macvaughii Burt-Utley & Utley
- Begonia madaiensis Kiew
- Begonia madecassa Keraudren
- Begonia madulidii Rubite, C.I Peng & C.W.Lin
- Begonia maestrensis Urb.
- Begonia magdalenae L.B.Sm. & B.G.Schub.
- Begonia magdalenensis Brade
- Begonia magentifolia Kiew & S.Julia
- Begonia magnicarpa C.W.Lin & C.I Peng
- Begonia majungaensis Guillaumin
- Begonia makrinii C.V.Morton ex Burt-Utley & Utley
- Begonia malabarica Lam. – begonia czerwonoszczecinkowa[2]
- Begonia malachosticta Sands
- Begonia malindangensis Merr.
- Begonia malipoensis S.H.Huang & Y.M.Shui
- Begonia malmquistiana Irmsch.
- Begonia mamedeana E.L.Jacques & Gomes da Silva
- Begonia mamutensis Sands
- Begonia mananjebensis Humbert
- Begonia mangorensis Humbert
- Begonia manhaoensis S.H.Huang & Y.M.Shui
- Begonia manicata Brongn.
- Begonia manillensis A.DC.
- Begonia mannii Hook.f.
- Begonia manuselaensis Ardhaka & Ardi
- Begonia maracayuensis Parodi
- Begonia mariachristinae Wahlsteen
- Begonia mariae L.B.Sm.
- Begonia mariaensis Rimi & Simun
- Begonia mariannensis Wassh. & McClellan
- Begonia marinae Tebbitt
- Begonia mariti Burt-Utley
- Begonia marnieri Keraudren
- Begonia marojejyensis Humbert
- Begonia martabanica A.DC.
- Begonia martinezii Burt-Utley & Utley
- Begonia masarangensis Irmsch.
- Begonia masoalaensis M.Hughes
- Begonia masoniana Irmsch. ex Ziesenh. – begonia Masona[3][2]
- Begonia matangensis S.Julia & Kiew
- Begonia matarombeoensis D.C.Thomas & Ardi
- Begonia matogrossensis L.B.Sm. ex S.F.Sm. & Wassh.
- Begonia mattampensis Ardi & D.C.Thomas
- Begonia mattos-silvae L.B.Sm. ex S.F.Sm. & Wassh.
- Begonia matudae Burt-Utley & Utley
- Begonia maurandiae A.DC.
- Begonia maxwelliana King
- Begonia maynensis A.DC.
- Begonia mazae Ziesenh.
- Begonia mbangaensis Sosef
- Begonia mcphersonii Burt-Utley & Utley
- Begonia mearnsii Merr.
- Begonia medeirosii Funez & J.C.Jaramillo
- Begonia media Merr. & L.M.Perry
- Begonia medicinalis Ardi & D.C.Thomas
- Begonia medogensis Jian W.Li, Y.H.Tan & X.H.Jin
- Begonia medusae Linden
- Begonia megacarpa Merr.
- Begonia megalantha Merr.
- Begonia megalophyllaria C.Y.Wu
- Begonia megaptera A.DC.
- Begonia mekonggensis Girm. & Wiriad.
- Begonia melanobullata C.I Peng & C.W.Lin
- Begonia melanosticta Chong & Guanih
- Begonia melikopia Kiew
- Begonia melinauensis S.Julia & Kiew
- Begonia membranacea A.DC.
- Begonia mendumae M.Hughes
- Begonia menglianensis Y.Y.Qian
- Begonia mengtzeana Irmsch.
- Begonia mentewangensis Girm.
- Begonia meridensis A.DC.
- Begonia meriraiensis S.Julia & Kiew
- Begonia merrilliana C.I Peng, Rubite, C.W.Lin & K.F.Chung
- Begonia merrittii Merr.
- Begonia metallicolor C.W.Lin & C.I Peng
- Begonia meyeri-johannis Engl.
- Begonia meysseliana Linden
- Begonia micheliniana L.Kollmann
- Begonia michoacana L.B.Sm. & B.G.Schub.
- Begonia micranthera Griseb.
- Begonia microcarpa A.DC.
- Begonia microphylla (Klotzsch) A.DC.
- Begonia microptera Hook.f.
- Begonia microsperma Warb.
- Begonia mildbraedii Gilg
- Begonia militaris L.B.Sm. & B.G.Schub.
- Begonia mimikaensis Sands
- Begonia mindanaensis Warb.
- Begonia mindorensis Merr.
- Begonia minicarpa H.Hara
- Begonia minissima H.Q.Nguyen, Y.M.Shui & W.H.Chen
- Begonia minjemensis Irmsch.
- Begonia minor Jacq.
- Begonia minuscula Aver.
- Begonia minuta Sosef
- Begonia minutiflora Sands
- Begonia minutifolia N.Hallé
- Begonia minutitepala S.Julia & Kiew
- Begonia miranda Irmsch.
- Begonia modestiflora Kurz
- Begonia molinana Burt-Utley
- Begonia molleri (C.DC.) Warb.
- Begonia mollicaulis Irmsch. – begonia wiotka[2]
- Begonia mollis A.DC.
- Begonia mollissima Y.M.Shui, H.Q.Nguyen & W.H.Chen
- Begonia monadelpha (Klotzsch) Ruiz & Pav. ex A.DC.
- Begonia monantha Warb.
- Begonia moneta C.I Peng, Rimi & C.W.Lin
- Begonia monicae Aymonin & Bosser
- Begonia monophylla Pav. ex A.DC.
- Begonia montana (A.DC.) Warb.
- Begonia montaniformis C.I Peng, C.W.Lin & H.Q.Nguyen
- Begonia monte-alenensis Sosef
- Begonia montis-bismarckii Warb.
- Begonia montis-elephantis J.J.de Wilde
- Begonia mooreana (Irmsch.) L.L.Forrest & Hollingsw.
- Begonia morelii Irmsch. ex Kareg.
- Begonia morifolia T.T.Yu
- Begonia morii Burt-Utley
- Begonia morrisiorum Rekha Morris & P.D.McMillan
- Begonia morsei Irmsch.
- Begonia moszkowskii Irmsch.
- Begonia motozintlensis Burt-Utley & Utley
- Begonia moysesii Brade
- Begonia mucronistipula C.DC.
- Begonia muliensis T.T.Yu
- Begonia multangula Blume
- Begonia multibracteata Girm.
- Begonia multidentata Warb.
- Begonia multijugata M.Hughes
- Begonia multinervia Liebm.
- Begonia multistaminea Burt-Utley
- Begonia muluensis C.Y.Ling & Kiew
- Begonia muricata Blume
- Begonia murina Craib
- Begonia murudensis Merr.
- Begonia murumensis S.Julia & C.Y.Ling
- Begonia myanmarica C.I Peng & Y.D.Kim
- Begonia mystacina L.B.Sm. & Wassh.
- Begonia mysteriosa L.Kollmann & A.P.Fontana
- Begonia nagaensis Kiew & S.Julia
- Begonia nahangensis Aver. & H.Q.Nguyen
- Begonia namkadingensis C.J.Yang, Soulad. & Tagane
- Begonia nana L'Hér.
- Begonia nantoensis M.J.Lai & N.J.Chung
- Begonia napoensis L.B.Sm. & Wassh.
- Begonia natunaensis C.W.Lin & C.I Peng
- Begonia naumoniensis Irmsch.
- Begonia neglecta A.DC.
- Begonia negrosensis Elmer
- Begonia nelumbiifolia Schltdl. & Cham. – begonia lotosowata[2]
- Begonia nemoralis L.B.Sm. & B.G.Schub.
- Begonia neocomensium A.DC.
- Begonia neoharlingii L.B.Sm. & Wassh.
- Begonia neoperrieri Humbert ex Aymonin & Bosser
- Begonia neopurpurea L.B.Sm. & Wassh.
- Begonia nepalensis (A.DC.) Warb.
- Begonia nephrophylla Undaharta & Ardi
- Begonia nevadensis Dorr
- Begonia niahensis K.G.Pearce
- Begonia nigritarum Steud.
- Begonia ningmingensis D.Fang, Y.G.Wei & C.I.Peng
- Begonia nivea Parish ex Kurz
- Begonia nix C.W.Lin & C.I Peng
- Begonia nobmanniae D.C.Thomas & Ardi
- Begonia nossibea A.DC.
- Begonia nosymangabensis Scherber. & Duruiss.
- Begonia notata Craib
- Begonia nothobaramensis Joffre
- Begonia notiophila Urb.
- Begonia novalombardiensis L.Kollmann
- Begonia novogranatae A.DC.
- Begonia novoguineensis Merr. & L.M.Perry
- Begonia nubicola L.B.Sm. & B.G.Schub.
- Begonia nuda Irmsch.
- Begonia nummulariifolia Putz.
- Begonia nurii Irmsch.
- Begonia nuwakotensis S.Rajbh.
- Begonia nyassensis Irmsch.
- Begonia oaxacana A.DC.
- Begonia obdeltata Gregório & E.L.Jacques
- Begonia oblanceolata Rusby
- Begonia obliqua L.
- Begonia obliquifolia S.H.Huang & Y.M.Shui
- Begonia oblongata Merr.
- Begonia oblongifolia Stapf
- Begonia obovatistipula C.DC.
- Begonia obovoidea Craib
- Begonia obscura Brade
- Begonia obsolescens Irmsch.
- Begonia obtecticaulis Irmsch.
- Begonia obtusifolia Merr.
- Begonia occhionii Brade
- Begonia ocellata Ardi
- Begonia octopetala L'Hér.
- Begonia odeteiantha Handro
- Begonia oellgaardii L.B.Sm. & Wassh.
- Begonia olbia Kerch.
- Begonia oligandra Merr. & L.M.Perry
- Begonia oligantha Merr.
- Begonia oligophylla Blume ex Miq.
- Begonia olivacea Ardi
- Begonia oliveri L.B.Sm. & B.G.Schub.
- Begonia olsoniae L.B.Sm. & B.G.Schub.
- Begonia opaca C.W.Lin & C.I Peng
- Begonia ophiogyna L.B.Sm. & B.G.Schub.
- Begonia opuliflora Putz.
- Begonia orbiculata Jack
- Begonia orchidiflora Griff.
- Begonia oreodoxa Chun & F.Chun
- Begonia oreophila Kiew
- Begonia organensis Brade
- Begonia ornithocarpa Standl.
- Begonia ornithophylla Irmsch.
- Begonia otophora Merr. & L.M.Perry
- Begonia otophylla L.B.Sm. & B.G.Schub.
- Begonia ovatifolia A.DC.
- Begonia oxyanthera Warb.
- Begonia oxyloba Welw. ex Hook.f.
- Begonia oxyphylla A.DC.
- Begonia oxysperma A.DC.
- Begonia oxyura Merr. & L.M.Perry
- Begonia ozotothrix D.C.Thomas
- Begonia pachypoda L.Kollmann & Peixoto
- Begonia pachyrhachis L.B.Sm. & Wassh.
- Begonia padangensis Irmsch.
- Begonia padawanensis C.W.Lin & C.I Peng
- Begonia paganuccii Gregório & J.A.S.Costa
- Begonia palawanensis Merr.
- Begonia paleacea Kurz
- Begonia paleata A.DC.
- Begonia palemlemensis Calaramo, C.W.Lin & Rubite
- Begonia palmata D.Don
- Begonia palmeri S.Watson
- Begonia panamensis Burt-Utley & Utley
- Begonia panayensis Merr.
- Begonia panchtharensis S.Rajbh.
- Begonia paniculata Parodi
- Begonia pantherina Putz. ex Linden
- Begonia paoana Kiew & S.Julia
- Begonia papuana Warb.
- Begonia papulifolia S.Julia & C.Y.Ling
- Begonia papyraptera Sands
- Begonia paracauliflora Rimi, C.I Peng & S.M.Ku
- Begonia paraguayensis Parodi
- Begonia paranaensis Brade
- Begonia parcifolia C.DC.
- Begonia parilis Irmsch.
- Begonia parishii C.B.Clarke
- Begonia parva Merr.
- Begonia parviflora Poepp. & Endl.
- Begonia parvifolia Schott
- Begonia parvilimba Merr.
- Begonia parvistipulata Irmsch.
- Begonia parvula H.Lév. & Vaniot
- Begonia parvuliflora A.DC.
- Begonia pasamanensis M.Hughes
- Begonia pastoensis A.DC.
- Begonia paucilobata C.Y.Wu
- Begonia paulensis A.DC.
- Begonia paupercula King
- Begonia pavonina Ridl.
- Begonia pax Jara & Zabala
- Begonia payung S.Julia & Kiew
- Begonia pearcei Hook.f.
- Begonia pectennervia L.B.Sm. & Wassh.
- Begonia pedata Liebm.
- Begonia pedatifida H.Lév.
- Begonia pediophylla Merr. & L.M.Perry
- Begonia pedunculosa Wall.
- Begonia peekelii Irmsch.
- Begonia peii C.Y.Wu
- Begonia pelargoniiflora J.J.de Wilde & J.C.Arends
- Begonia peltata Otto & A.Dietr. – begonia siwawa[2]
- Begonia peltatifolia Li
- Begonia peltifolia Schott
- Begonia peltigera Irmsch.
- Begonia pendula Ridl.
- Begonia pengchingii Phutthai & M.Hughes
- Begonia pengii S.M.Ku & Yan Liu
- Begonia penrissenensis Kiew & S.Julia
- Begonia pensilis L.B.Sm. & Wassh.
- Begonia pentandra W.N.Takeuchi
- Begonia pentaphragmifolia Ridl.
- Begonia pentaphylla Walp.
- Begonia peperomioides Hook.f.
- Begonia per-dusenii Brade
- Begonia perakensis King
- Begonia peridoticola Rimi, C.I Peng & C.W.Lin
- Begonia peristegia Stapf
- Begonia pernambucensis Brade
- Begonia perpusilla A.DC.
- Begonia perrieri Bois
- Begonia perryae L.B.Sm. & Wassh.
- Begonia peruibensis Handro
- Begonia peruviana A.DC.
- Begonia petasitifolia Brade
- Begonia phamiana Kiew
- Begonia phantasma Tebbitt
- Begonia philodendroides Ziesenh.
- Begonia phoeniogramma Ridl.
- Begonia phrixophylla Blatt. & McCann
- Begonia phuthoensis H.Q.Nguyen
- Begonia phutthaii M.Hughes
- Begonia × phyllomaniaca Mart.
- Begonia physandra Merr. & L.M.Perry
- Begonia pickelii Irmsch.
- Begonia picta Sm.
- Begonia picturata Yan Liu, S.M.Ku & C.I Peng
- Begonia pierrei Gagnep.
- Begonia pilgeriana Irmsch.
- Begonia pilosa Jack
- Begonia pilosella Irmsch.
- Begonia pinetorum A.DC.
- Begonia pinglinensis C.I Peng
- Begonia pinheironis L.B.Sm. ex S.F.Sm. & Wassh.
- Begonia pinnatifida Merr. & L.M.Perry
- Begonia piresiana Handro
- Begonia piring Kiew & S.Julia
- Begonia piurensis L.B.Sm. & B.G.Schub.
- Begonia plantaginea L.B.Sm. & B.G.Schub.
- Begonia platanifolia Schott
- Begonia platycarpa Y.M.Shui & W.H.Chen
- Begonia platyphylla Merr.
- Begonia platyptera Urb.
- Begonia plebeja Liebm.
- Begonia pleioclada Irmsch.
- Begonia pleiopetala A.DC.
- Begonia plieranensis S.Julia & C.Y.Ling
- Begonia plumieri Kunth ex A.DC.
- Begonia pluvialis L.B.Sm. ex S.F.Sm. & Wassh.
- Begonia poculifera Hook.f.
- Begonia poilanei Kiew
- Begonia polilloensis Tebbitt
- Begonia polyandra Irmsch.
- Begonia polyclada C.I Peng, C.W.Lin & Rubite
- Begonia polygonata Liebm.
- Begonia polygonifolia A.DC.
- Begonia polygonoides Hook.f.
- Begonia polypetala A.DC.
- Begonia polytricha C.Y.Wu
- Begonia popenoei Standl.
- Begonia porteana Van Geert
- Begonia porteri H.Lév. & Vaniot
- Begonia portillana S.Watson
- Begonia postarii Kiew
- Begonia potamophila Gilg
- Begonia praerupta Irmsch.
- Begonia praetermissa Kiew
- Begonia prasinimarginata S.Julia
- Begonia preussii Warb.
- Begonia prieurii A.DC.
- Begonia princeae Gilg
- Begonia princeps (Klotzsch) A.DC.
- Begonia pringlei S.Watson
- Begonia prionophylla Irmsch.
- Begonia prionota D.C.Thomas & Ardi
- Begonia prismatocarpa Hook.
- Begonia procridifolia Wall. ex A.DC.
- Begonia prolifera A.DC.
- Begonia promethea Ridl.
- Begonia propinqua Ridl.
- Begonia pruinata (Klotzsch) A.DC.
- Begonia pryeriana Ridl.
- Begonia pseudodaedalea P.D.McMillan & Rekha Morris
- Begonia pseudodaxinensis S.M.Ku, Yan Liu & C.I Peng
- Begonia pseudodryadis C.Y.Wu
- Begonia pseudoglauca Irmsch.
- Begonia pseudoheydei Y.M.Shui & W.H.Chen
- Begonia pseudolateralis Warb.
- Begonia pseudoleprosa C.I Peng, Yan Liu & S.M.Ku
- Begonia pseudolubbersii Brade
- Begonia pseudomuricata Girm.
- Begonia pseudopeltata Burt-Utley & Utley
- Begonia pseudopleiopetala Tebbitt
- Begonia pseudoscottii Girm.
- Begonia pseudosubperfoliat a Phutthai & M.Hughes
- Begonia pseudoviola Gilg
- Begonia psilophylla Irmsch.
- Begonia pteridiformis Phutthai
- Begonia pteridoides Scherber. & Duruiss.
- Begonia puberula Sosef
- Begonia pubescens Ridl.
- Begonia pudica L.B.Sm. & B.G.Schub.
- Begonia pulchella Raddi
- Begonia pulcherrima Sosef
- Begonia pulchra (Ridl.) L.L.Forrest & Hollingsw.
- Begonia pulchrifolia D.K.Tian & Ce H.Li
- Begonia pululahuana C.DC.
- Begonia pulvinifera C.I Peng & Yan Liu
- Begonia pumila Craib
- Begonia pumilio Irmsch.
- Begonia punbatuensis Kiew
- Begonia punchak Kiew & S.Julia
- Begonia purdieana A.DC.
- Begonia purpusii Houghton ex Ziesenh.
- Begonia puspitae Ardi
- Begonia pustulata Liebm.
- Begonia puttii Craib
- Begonia pycnantha Urb. & Ekman
- Begonia pygmaea Irmsch.
- Begonia pyrrha Ridl.
- Begonia qingchengshanensis  H.Z.Li, C.I Peng & C.W.Lin
- Begonia quadrialata Warb.
- Begonia quadripetiolata Aver. & H.Q.Nguyen
- Begonia quaternata L.B.Sm. & B.G.Schub.
- Begonia quercifolia A.DC.
- Begonia quinquealata C.I Peng, Rubite & C.W.Lin
- Begonia rabilii Craib
- Begonia racemiflora Ortgies ex C.Chev.
- Begonia racemosa Jack
- Begonia rachmatii Tebbitt
- Begonia radicans Vell. – begonia pajęcza[4], b. Limminghe'a[2]
- Begonia rafael-torresii Burt-Utley
- Begonia raimondii Irmsch.
- Begonia rajah Ridl.
- Begonia rambaiensis Kiew
- Begonia rambutan Rimi
- Begonia ramentacea Paxton
- Begonia ramlanii Rimi & Handry
- Begonia ramosii Merr.
- Begonia ramosissima Kiew & S.Julia
- Begonia ranaiensis Girm.
- Begonia randiana Merr. & L.M.Perry
- Begonia rantemarioensis D.C.Thomas & Ardi
- Begonia raoensis M.Hughes
- Begonia ravenii C.I.Peng & Y.K.Chen
- Begonia razafinjohanyi Aymonin & Bosser
- Begonia reflexisquamosa C.Y.Wu
- Begonia reginula Kiew
- Begonia relicta L.B.Sm. & B.G.Schub.
- Begonia remusatifolia Y.M.Shui & W.H.Chen
- Begonia renek Rimi
- Begonia reniformis Dryand. – begonia winoroślowata[2]
- Begonia repens Lam.
- Begonia repenticaulis Irmsch.
- Begonia reptans Benth.
- Begonia retakensis (Sands) Joffre
- Begonia retinervia D.Fang, D.H.Qin & C.I.Peng
- Begonia retusa O.E.Schulz
- Begonia rex Putz. – begonia królewska[2]
- Begonia rheifolia Irmsch.
- Begonia rheophytica M.Hughes
- Begonia rhizocaulis (Klotzsch) A.DC.
- Begonia rhodantha Ridl.
- Begonia rhodochaeta S.Julia & Kiew
- Begonia rhodochlamys L.B.Sm. & B.G.Schub.
- Begonia rhodoneura S.Julia
- Begonia rhodotricha S.Julia & C.Y.Ling
- Begonia rhoephila Ridl.
- Begonia rhombipetala S.Julia & C.Y.Ling
- Begonia rhyacophila Kiew
- Begonia rhynchocarpa Y.M.Shui & W.H.Chen
- Begonia rhytidophylla Y.M.Shui & W.H.Chen
- Begonia × ricinifolia A.Dietr. – begonia rącznikolistna[2]
- Begonia rieckei Warb.
- Begonia riedelii A.DC.
- Begonia rigida (Klotzsch) Regel ex A.DC.
- Begonia rigidifolia Aver.
- Begonia riparia Irmsch.
- Begonia rivularis E.L.Jacques
- Begonia rizalensis Merr.
- Begonia robusta Blume
- Begonia rockii Irmsch.
- Begonia roezlii Regel
- Begonia rongjiangensis T.C.Ku
- Begonia rosacea Putz.
- Begonia roseibractea Ziesenh.
- Begonia roseopunctata Kiew
- Begonia rossmanniae A.DC.
- Begonia rostrata Welw. ex Hook.f.
- Begonia rotunda Vell.
- Begonia rotundibracteata Kiew
- Begonia rotundifolia Lam.
- Begonia rotundilimba S.H.Huang & Y.M.Shui
- Begonia roxburghii (Miq.) A.DC.
- Begonia rubella Buch.-Ham. ex D.Don – begonia czerwonawa[2]
- Begonia rubida Ridl.
- Begonia rubiginosipes Irmsch.
- Begonia rubinea Hong Z.Li & H.Ma
- Begonia rubiteae M.Hughes
- Begonia ruboides C.M.Hu
- Begonia rubricaulis Hook.
- Begonia rubriflora L.Kollmann
- Begonia rubrifolia Merr.
- Begonia rubrobracteolata S.Julia & C.Y.Ling
- Begonia rubromarginata Gilg
- Begonia rubronervata De Wild.
- Begonia rubropilosa A.DC.
- Begonia rubropunctata S.H.Huang & Y.M.Shui
- Begonia rubrosetosa Aver.
- Begonia rubrotepala S.Julia
- Begonia rubrotincta L.B.Sm. & B.G.Schub.
- Begonia rufa Thunb.
- Begonia rufipila Merr.
- Begonia rufosericea Toledo
- Begonia rugosula Aver.
- Begonia ruhlandiana Irmsch.
- Begonia rumpiensis Kupicha
- Begonia rupium Irmsch.
- Begonia ruschii L.Kollmann
- Begonia russelliana L.B.Sm. ex S.F.Sm. & Wassh.
- Begonia ruthiae S.Julia
- Begonia rutilans (Klotzsch) A.DC.
- Begonia rwandensis J.C.Arends
- Begonia sabahensis Kiew & J.H.Tan
- Begonia sadirensis Kiew & S.Julia
- Begonia sageaensis Wiriad.
- Begonia salaziensis (Gaudich.) Warb.
- Begonia salesopolensis S.J.Gomes da Silva & Mamede
- Begonia salisburyana Irmsch.
- Begonia salomonensis Merr. & L.M.Perry
- Begonia samarensis Merr.
- Begonia sambiranensis Humbert ex Aymonin & Bosser
- Begonia samhaensis M.Hughes & A.G.Mill.
- Begonia sandalifolia C.B.Clarke
- Begonia sandsiana W.N.Takeuchi
- Begonia sandtii Houghton ex Ziesenh.
- Begonia sanguinea Raddi – begonia krwista[2]
- Begonia sanguineopilosa D.C.Thomas & Ardi
- Begonia santarosensis Kuntze
- Begonia santos-limae Brade
- Begonia saolaensis Y.M.Shui, T.A.Le & C.T.Vu
- Begonia sarangica Kiew & S.Julia
- Begonia sarasinorum Irmsch.
- Begonia sarawakensis Ridl.
- Begonia sarcocarpa Ridl.
- Begonia sarmentacea Brilmayer
- Begonia sarmentosa L.B.Sm. & Wassh.
- Begonia sartorii Liebm.
- Begonia satrapis C.B.Clarke
- Begonia saxicola A.DC.
- Begonia saxifraga A.DC.
- Begonia saxifragifolia Craib
- Begonia scabrida A.DC.
- Begonia scapigera Hook.f.
- Begonia schaeferi Engl.
- Begonia scharffiana Regel
- Begonia schliebenii Irmsch.
- Begonia schlumbergeriana Lem.
- Begonia schulziana Urb. & Ekman
- Begonia sciadiophora L.B.Sm. & B.G.Schub.
- Begonia sciaphila Gilg ex Engl.
- Begonia scintillans Dunn
- Begonia scitifolia Irmsch.
- Begonia scorpiocaulis Moonlight & Tebbitt
- Begonia scortechinii King
- Begonia scottii Tebbitt
- Begonia scutifolia Hook.f.
- Begonia scutulum Hook.f.
- Begonia secunda L.B.Sm. & Wassh.
- Begonia seemanniana A.DC.
- Begonia segregata L.B.Sm. & B.G.Schub.
- Begonia semidigitata Brade
- Begonia semiovata Liebm.
- Begonia semiparietalis Yan Liu, S.M.Ku & C.I Peng
- Begonia semongkatensis Girm.
- Begonia sendangensis Ardi
- Begonia serapatensis Kiew & S.Julia
- Begonia serianensis C.W.Lin & C.I Peng
- Begonia sericoneura Liebm. – begonia owłosiona[2]
- Begonia serotina A.DC.
- Begonia serpens Merr.
- Begonia serranegrae L.B.Sm. ex S.F.Sm. & Wassh.
- Begonia serraticauda Merr. & L.M.Perry – begonia piłkowana[4]
- Begonia serratipetala Irmsch.
- Begonia sessilifolia Hook.f.
- Begonia setiamensis S.Julia & Kiew
- Begonia setifolia Irmsch.
- Begonia setulosa Bertol.
- Begonia setulosopeltata C.Y.Wu
- Begonia seychellensis Hemsl.
- Begonia sharpeana F.Muell.
- Begonia shilendrae Rekha Morris & P.D.McMillan
- Begonia siamensis Gagnep.
- Begonia sibthorpioides Ridl.
- Begonia sibutensis Sands
- Begonia siccacaudata J.Door.
- Begonia sikkimensis A.DC.
- Begonia silletensis (A.DC.) C.B.Clarke
- Begonia silverstonei Jara
- Begonia simolapensis Ardi
- Begonia simulans Merr. & L.M.Perry
- Begonia simunii Rimi
- Begonia sinofloribunda Dorr
- Begonia sinovietnamica C.Y.Wu
- Begonia sinuata Wall. ex Meisn.
- Begonia siregarii Ardi & D.C.Thomas
- Begonia sirukitii S.Julia & C.Y.Ling
- Begonia sizemoreae Kiew
- Begonia skutchii Burt-Utley & Utley
- Begonia sleumeri L.B.Sm. & B.G.Schub.
- Begonia smilacina A.DC.
- Begonia smithiae E.T.Geddes
- Begonia smithiana T.T.Yu
- Begonia socotrana Hook.f.
- Begonia sodiroi C.DC.
- Begonia sogerensis Ridl.
- Begonia solananthera A.DC.
- Begonia solaniflora Jara
- Begonia solimutata L.B.Sm. & Wassh.
- Begonia solitudinis Brade
- Begonia soluta Craib
- Begonia somervillei Hemsl.
- Begonia sonderiana Irmsch.
- Begonia soror Irmsch.
- Begonia sosefiana J.J.de Wilde & Valk.
- Begonia sousae Burt-Utley
- Begonia spadiciflora L.B.Sm. & B.G.Schub.
- Begonia sparreana L.B.Sm. & Wassh.
- Begonia sparsipila Baker
- Begonia speculum Moonlight & Tebbitt
- Begonia speluncae Ridl.
- Begonia sphenantheroides C.I Peng
- Begonia sphenocarpa Irmsch.
- Begonia spilotophylla F.Muell.
- Begonia spinibarbis Irmsch.
- Begonia squamipes Irmsch.
- Begonia squamulosa Hook.f.
- Begonia squarrosa Liebm.
- Begonia staudtii Gilg
- Begonia stellata Sosef
- Begonia stenocardia L.B.Sm. & B.G.Schub.
- Begonia stenogyna Sands
- Begonia stenolepis L.B.Sm. & R.C.Sm.
- Begonia stenophylla A.DC.
- Begonia stenotepala L.B.Sm. & B.G.Schub.
- Begonia stevei M.Hughes
- Begonia steyermarkii L.B.Sm. & B.G.Schub.
- Begonia stichochaete K.G.Pearce
- Begonia stictopoda (Miq.) Miq. ex A.DC.
- Begonia stigmosa Lindl.
- Begonia stilandra Merr. & L.M.Perry
- Begonia stipularis Spreng.
- Begonia stolzii Irmsch.
- Begonia strachwitzii Warb. ex Irmsch.
- Begonia strictinervis Irmsch.
- Begonia strictipetiolaris Irmsch.
- Begonia strigillosa A.Dietr. – begonia wzorzysta[2]
- Begonia strigosa (Warb.) L.L.Forrest & Hollingsw.
- Begonia strigulosa (Hassk.) A.DC.
- Begonia suaviola Jara
- Begonia subacida Irmsch.
- Begonia subacutata De Wild.
- Begonia subalpestris A.Chev.
- Begonia subcaudata Rusby ex L.B.Sm. & Schub.
- Begonia subciliata A.DC.
- Begonia subcoriacea C.I Peng, Yan Liu & S.M.Ku
- Begonia subcostata Rusby
- Begonia subcyclophylla Irmsch.
- Begonia subelliptica Merr. & L.M.Perry
- Begonia subhowii S.H.Huang
- Begonia subisensis K.G.Pearce
- Begonia sublobata Jack
- Begonia sublongipes Y.M.Shui
- Begonia subnummulariifolia  Merr.
- Begonia suboblata D.Fang & D.H.Qin
- Begonia suborbiculata Merr.
- Begonia subpeltata Wight
- Begonia subperfoliata Parish ex Kurz
- Begonia subprostrata Merr.
- Begonia subscutata De Wild.
- Begonia subspinulosa Irmsch.
- Begonia subtruncata Merr.
- Begonia subvillosa Klotzsch – begonia miękkowłosa[2]
- Begonia subviridis Craib
- Begonia sudjanae C.-A.Jansson
- Begonia suffrutescens Merr. & L.M.Perry
- Begonia sukutensis Burt-Utley & Utley
- Begonia sumbawaensis Girm.
- Begonia summoglabra T.T.Yu
- Begonia sunorchis C.Chev.
- Begonia superciliaris C.W.Lin & C.I Peng
- Begonia suprafastigiata Irmsch.
- Begonia surculigera Kurz
- Begonia susaniae Sosef
- Begonia sutherlandii Hook.f.
- Begonia suyeniae C.W.Lin
- Begonia sychnantha L.B.Sm. & Wassh.
- Begonia sykakiengii Rubite, C.I Peng, C.W.Lin & K.F.Chung
- Begonia sylvatica A.DC.
- Begonia sylvestris A.DC.
- Begonia symbracteosa L.L.Forrest & Hollingsw.
- Begonia symgeraniifolia L.L.Forrest & Hollingsw.
- Begonia symhirta L.L.Forrest & Hollingsw.
- Begonia sympapuana L.L.Forrest & Hollingsw.
- Begonia symparvifolia L.L.Forrest & Hollingsw.
- Begonia sympodialis Irmsch.
- Begonia symsanguinea L.L.Forrest & Hollingsw.
- Begonia tabonensis C.I Peng, Rubite & C.W.Lin
- Begonia tacana Ziesenh.
- Begonia tafaensis Merr. & L.M.Perry
- Begonia tafiensis Lillo
- Begonia tagbanua M.Hughes, C.I Peng & Rubite
- Begonia × taipeiensis C.I.Peng
- Begonia taiwaniana Hayata
- Begonia taliensis Gagnep.
- Begonia taligera S.Rajbh.
- Begonia tambelanensis (Irmsch.) Kiew
- Begonia tamdaoensis C.I Peng
- Begonia tampinica Burkill ex Irmsch.
- Begonia tanala Humbert
- Begonia tandangii C.I.Peng & Rubite
- Begonia taniana Guanih
- Begonia tapatia Burt-Utley & McVaugh
- Begonia taraw C.I Peng, Rubite & M.Hughes
- Begonia tatianae Aver.
- Begonia tatoniana R.Wilczek
- Begonia tawaensis Merr.
- Begonia tayabensis Merr.
- Begonia tayloriana Irmsch.
- Begonia tebiang S.Julia & Kiew
- Begonia temburongensis Sands
- Begonia tenasserimensis Phutthai & M.Hughes
- Begonia tenera Dryand.
- Begonia tenericaulis Ridl.
- Begonia tengchiana C.I Peng & Y.K.Chen
- Begonia tenuibracteata C.I Peng, Rubite & C.W.Lin
- Begonia tenuifolia Dryand.
- Begonia tenuis Burt-Utley & Utley
- Begonia tenuissima S.Julia & C.Y.Ling
- Begonia tepuiensis Moonlight & Jara
- Begonia tessaricarpa C.B.Clarke
- Begonia tetralobata Y.M.Shui
- Begonia tetrandra Irmsch.
- Begonia teuscheri Linden ex André
- Begonia teysmanniana (Miq.) Miq. ex B.D.Jacks.
- Begonia thaipingensis King
- Begonia thelmae L.B.Sm. & Wassh.
- Begonia thiemei C.DC.
- Begonia thomeana C.DC.
- Begonia thomsonii A.DC.
- Begonia thyrsoidea Irmsch.
- Begonia tigrina Kiew
- Begonia tiliifolia C.DC.
- Begonia timorensis (Miq.) Golding & Kareg.
- Begonia tindan Rimi & Kinahim
- Begonia tinjanii S.Julia
- Begonia titoevangelistae Tandang & Rubite
- Begonia tlapensis Burt-Utley & Utley
- Begonia togashii Nob.Tanaka & C.I Peng
- Begonia toledana L.B.Sm. & B.G.Schub.
- Begonia toledoana Handro
- Begonia tomaniensis Rimi
- Begonia tomentosa Schott – begonia kutnerowata[2]
- Begonia tonduzii C.DC. ex T.Durand & Pittier
- Begonia tonkinensis Gagnep.
- Begonia torajana D.C.Thomas & Ardi
- Begonia torricellensis Warb.
- Begonia trevisoensis J.C.Jaramillo
- Begonia trianae (A.DC.) Warb.
- Begonia triangularis Kiew & C.Y.Ling
- Begonia tribenensis C.R.Rao
- Begonia tribracteata Irmsch.
- Begonia trichocarpa Dalzell
- Begonia trichochila Warb.
- Begonia trichopoda (Miq.) Miq.
- Begonia trichosepala C.DC.
- Begonia tricuspidata C.B.Clarke
- Begonia triginticollium Girm.
- Begonia trigonocarpa Ridl.
- Begonia tripicoensis E.L.Jacques
- Begonia triradiata C.B.Clarke
- Begonia trispathulata (A.DC.) Warb.
- Begonia tropaeolifolia A.DC.
- Begonia trujillensis L.B.Sm.
- Begonia trullifolia Guillaumin
- Begonia truncatiloba Irmsch.
- Begonia truncicola Sodiro ex C.DC.
- Begonia tsaratananensis Aymonin & Bosser
- Begonia tsimihety Humbert
- Begonia tsoongii C.Y.Wu
- Begonia tuberculosa Girm.
- Begonia tumbezensis Irmsch.
- Begonia tumburanoensis D.C.Thomas & Ardi
- Begonia turbinata Ridl.
- Begonia turrialbae Burt-Utley & Utley
- Begonia ubahribuensis S.Julia & Kiew
- Begonia udisilvestris C.DC.
- Begonia ufoides C.I Peng, Y.H.Qin & C.W.Lin
- Begonia ulmifolia Willd. – begonia wiązolistna[2]
- Begonia umbellata Kunth
- Begonia umbraculifera Hook.f.
- Begonia umbraculifolia Y.Wan & B.N.Chang
- Begonia umbratica S.Julia
- Begonia unduavensis Rusby
- Begonia undulata Schott
- Begonia uniflora S.Watson
- Begonia unilateralia Rusby
- Begonia urdanetensis Elmer
- Begonia urophylla Hook.
- Begonia ursina L.B.Sm. & B.G.Schub.
- Begonia urticae L.f.
- Begonia uruapensis Sessé & Moc.
- Begonia urubambensis Tebbitt
- Begonia urunensis Kiew
- Begonia vaccinioides Sands
- Begonia vagans Craib
- Begonia valdensium A.DC.
- Begonia vallicola Kiew
- Begonia valvata L.B.Sm. & B.G.Schub.
- Begonia vanderentii Rossiti
- Begonia vandewateri Ridl.
- Begonia vankerckhovenii De Wild.
- Begonia vanoverberghii Merr.
- Begonia vareschii Irmsch.
- Begonia variabilis Ridl.
- Begonia variegata Y.M.Shui & W.H.Chen
- Begonia variifolia Y.M.Shui & W.H.Chen
- Begonia varipeltata D.C.Thomas
- Begonia varistyle Irmsch.
- Begonia veitchii Hook.f.
- Begonia velata L.B.Sm. & B.G.Schub.
- Begonia velloziana Walp. – begonia brazylijska[2]
- Begonia venosa Skan ex Hook.f. – begonia żyłkowana[2]
- Begonia venusta King
- Begonia verecunda M.Hughes
- Begonia vermeulenii D.C.Thomas
- Begonia verruculosa L.B.Sm.
- Begonia versicolor Irmsch.
- Begonia vespipropinqua Chong
- Begonia vestita C.DC.
- Begonia vicina Irmsch.
- Begonia vietnamensis H.Q.Nguyen & C.I Peng
- Begonia villifolia Irmsch.
- Begonia vincentina O.E.Schulz
- Begonia vinkii Sands
- Begonia violifolia A.DC.
- Begonia viridiflora A.DC.
- Begonia viscida Ziesenh.
- Begonia viscosa Aver. & H.Q.Nguyen
- Begonia vitiensis A.C.Sm.
- Begonia vittariifolia N.Hallé
- Begonia vuijckii Koord.
- Begonia vulgarioides S.Julia & Kiew
- Begonia vulgaris S.Julia & Kiew
- Begonia wadei Merr. & Quisumb.
- Begonia wageneriana (Klotzsch) Hook.
- Begonia wakefieldii Gilg ex Engl.
- Begonia wallacei C.W.Lin & C.I Peng
- Begonia wallichiana Lehm.
- Begonia walteriana Irmsch.
- Begonia wangii T.T.Yu
- Begonia warburgii K.Schum. & Lauterb.
- Begonia wariana Irmsch.
- Begonia wasshauseniana L.Kollmann & Peixoto
- Begonia wattii C.B.Clarke
- Begonia watuwilensis Girm.
- Begonia weberbaueri Irmsch.
- Begonia weberi Merr.
- Begonia weberlingii Irmsch. ex Weberling
- Begonia weddeliana A.DC.
- Begonia weigallii Hemsl.
- Begonia wengeri C.E.C.Fisch.
- Begonia wenshanensis C.M.Hu
- Begonia wenzelii Merr.
- Begonia wilburii Burt-Utley & Utley
- Begonia wilkiei Coyle
- Begonia wilksii Sosef
- Begonia wilsonii Gagnep.
- Begonia windischii L.B.Sm. ex S.F.Sm. & Wassh.
- Begonia wollastonii Baker f.
- Begonia wollnyi Herzog
- Begonia woodii Merr.
- Begonia wrayi Hemsl.
- Begonia wrightiana A.DC.
- Begonia wui-senioris C.I Peng
- Begonia wurdackii L.B.Sm. & B.G.Schub.
- Begonia wutaiana C.I Peng & Y.K.Chen
- Begonia wuzhishanensis C.I Peng, X.H.Jin & S.M.Ku
- Begonia wyepingiana Kiew
- Begonia xanthina Hook.
- Begonia xilitlensis Burt-Utley
- Begonia xingyiensis T.C.Ku
- Begonia xiphophylla Irmsch.
- Begonia xiphophylloides Kiew
- Begonia xishuiensis T.C.Ku
- Begonia xylopoda L.B.Sm. & B.G.Schub.
- Begonia yapenensis M.Hughes
- Begonia yappii Ridl.
- Begonia yenyeniae J.P.C.Tan
- Begonia yiii Kiew & S.Julia
- Begonia yingjiangensis S.H.Huang
- Begonia yizhouensis D.K.Tian, B.M.Wang & Y.Tong
- Begonia ynesiae L.B.Sm. & Wassh.
- Begonia yui Irmsch.
- Begonia yunckeri Standl.
- Begonia zairensis Sosef
- Begonia zamboangensis Merr.
- Begonia zenkeriana L.B.Sm. & Wassh.
- Begonia zhengyiana Y.M.Shui
- Begonia zhongyangiana W.G.Wang & S.Z.Zhang
- Begonia zimmermannii Peter ex Irmsch.
- Begonia zollingeriana (Klotzsch) A.DC.
- Begonia zunyiensis S.Z.He & Y.M.Shui
- Begonia zygia C.W.Lin & C.I Peng